# 武汉大学校友列表
本条目为各个阶段武汉大学的校友列表，包括曾就读于武大的学生和任职于武大的教职工。

## 教育

### 武汉大学历任校长
按照担任校长职务的时间顺序排列。
自强学堂
- 张之洞，1893年，创办人
- 蔡锡勇，1893年--1897年任总办
- 张斯枸，1897年冬--1899年5月任总办
- 钱恂，1893年--1898年9月任提调
- 汪凤瀛，1898年--1899年4月任提调
- 程颂万，1899年4月--1902年10月任提调

方言学堂
- 程颂万，1902年10月--1905年春任提调
- 馨龄，1905年春--1911年任监督
- 曾广熔，1905年春--1911年任监督

国立武昌高等师范学校
- 贺孝齐，1913年7月--1914年11月任校长
- 张渲，1914年11月--1919年9月任校长
- 谈锡恩，1919年9月--1922年1月任校长
- 张继煦，1922年6月--1923年8月任校长

国立武昌师范大学
- 张继煦，1923年9月--1924年9月任校长

国立武昌大学
- 石瑛，1924年12月--1925年12月任校长
- 张廷，1926年2月--1926年5月任代理校长
- 李汉俊，1926年5月--1926年10月任校务维持会主任
- 黄侃，1926年5月--1926年10月任校务维持会主任

国立武昌中山大学
- 徐谦，1927年2月--1927年12月任校务维持会主任

国立武汉大学
- 刘树杞，1928年7月--1929年春任代理校长
- 李四光，1928年7月--1938年4月任建筑筹备委员长
- 王世杰，1929年2月--1933年4月任校长
- 王星拱，1933年5月--1945年6月任校长
- 周鲠生，1945年7月--1949年8月任校长

武汉大学（老）
- 邬保良，1949年8月--1952年11月任校务委员会主任委员
- 李达，1952年11月--1966年8月任校长
- 1966年8月--1980年6月无校长[1]
- 庄果，1980年6月--1981年6月任校长
- 刘道玉，1958年毕业于武汉大学化学系，1981年7月--1988年4月任校长
- 齐民友，1952年毕业于武汉大学数学系，1988年4月--1992年10月任校长
- 陶德麟，1953年毕业于武汉大学经济系，1992年10月--1996年10月任校长
- 侯杰昌，1960年毕业于武汉大学物理系，1996年10月--2000年8月任校长

武汉大学
- 侯杰昌，1960年毕业于武汉大学物理系，2000年8月--2003年9月任校长
- 刘经南，1967年毕业于武汉测绘学院，2003年9月--2008年11月任校长
- 顾海良，2008年11月--2010年11月任校长
- 李晓红，2010年12月--2016年12月任校长
- 窦贤康，2016年12月起任校长，

### 出任中国大学校党委书记、校长及副校长的武汉大学校友（不完全统计）
- 查 谦，1932-1952年任武汉大学教授兼物理系主任、理学院院长，因为1952年全国院系调整，被委任为华中工学院建校委员会主任，主持华中工学院的筹建，华中工学院(现华中科技大学)首任校长
- 朱九思，1936年考入国立武汉大学哲学系学习，第二年转入外语系，后奔赴延安投身革命，华中工学院（现华中科技大学）党委书记，第二任校长
- 黄树槐，1952年毕业于武汉大学工学院机械系，华中工学院（现华中科技大学）第三任校长。在其任内，华中工学院改名为华中理工大学
- 杨叔子，1952年考入武汉大学工学院机械系，50年代全国院系调整中跟随武汉大学工学院师生一起被调整到刚刚成立的华中工学院，华中理工大学（现华中科技大学）第四任校长
- 姚宗干，1951年考入武汉大学工学院电机系，50年代全国院系调整中跟随武汉大学工学院师生一起被调整到刚刚成立的华中工学院，华中工学院（现华中科技大学）副校长
- 刘颖，1941年起执教于武汉大学工学院机械系，50年代全国院系调整中跟随武汉大学工学院师生一起被调整到刚刚成立的华中工学院，华中工学院（现华中科技大学）副校长
- 张 晋，1984年-1988年在同济医科大学和武汉大学学习，获医学学士学位。1995年毕业于武汉大学，获硕士学位。华中科技大学副校长
- 欧阳康，1993年起任武汉大学哲学系教授，华中科技大学党委副书记
- 王光谦，1982年毕业于武汉大学（原武汉水利电力学院），青海大学校长
- 周创兵，1995年毕业于武汉大学（原武汉水利电力大学），南昌大学校长
- 刘光临，1968年毕业于武汉大学（原武汉水利电力学院），武汉科技大学校长
- 娄源功，1991年毕业于武汉大学世界经济系，河南大学校长
- 孙忠权，1985年毕业于武汉大学（原武汉水利电力学院）建筑工程系，华北电力大学副校长
- 刘吉臻，1998年起任原武汉水利电力大学（今武汉大学工学部）校长，华北电力大学校长
- 李清泉，1988年毕业于武汉大学（原武汉测绘学院），深圳大学校长
- 张安富，1982年毕业于武汉大学（原武汉水利电力学院），武汉理工大学副校长
- 周天鸿，1982年毕业于武汉大学生物系，暨南大学副校长
- 邓朝晖，1987年毕业于武汉大学图书馆学专业，厦门大学副校长
- 黄培云，1949年-1952年任武汉大学工学院矿冶系教授，中南大学副校长
- 余炽昌, 1933年-1953年任武汉大学工学院土木系教授，历任中南土木建筑学院副校长，湖南工学院副校长，湖南大学副校长，长沙铁道学院副院长。
- 史绍熙，1944年起任武汉大学工学院机械系讲师，天津大学校长
- 刘业翔，1949年考入武汉大学工学院矿冶系，中南大学校长
- 张时超，1935年考入国立武汉大学外文系，任南昌航空工业学校（今南昌航空大学）党委书记兼校长，后任沈阳航空工业学院副院长，江西工学院（南昌大学前身之一）筹备委员会书记，后任江西工学院副院长、党委书记等职务。
- 李  健，2008年起任武汉大学党委书记，中南大学校党委书记、校董事会主席
- 严家显，1937年起任武汉大学农学院教授，福建农林大学校长
- 王明庥，1950年考入武汉大学农学院森林学系，南京林业大学校长
- 吴  平，1983年毕业于武汉大学图书馆学系，华中农业大学副校长
- 杨开道，1949年起任武汉大学农学院教授，华中农业大学校长
- 颜泽贤，1969年毕业于武汉大学物理系，华南师范大学校长
- 柯 俊，1938年毕业于国立武汉大学理学院化学系，北京科技大学副校长
- 刘佛年，1934年毕业于国立武汉大学文学院哲学教育系，华东师范大学校长
- 杨云彦，1983年毕业于武汉大学计算机科学系，中南财经政法大学副校长
- 方传流，1939年毕业于武汉大学工学院机械系，吉林工业大学副校长
- 李晓红，2010年起任武汉大学校长、动力工程系教授，重庆大学校长
- 窦贤康，2016年起任武汉大学校长，中国科学技术大学副校长
- 陈建功，1924年起任国立武昌师范大学教授，杭州大学副校长
- 李 达，1927年任国立武昌中山大学哲学系教授，1953年起任武汉大学校长和哲学系教授，湖南大学校长
- 成文山，1952年毕业于武汉大学工学院土木系，湖南大学校长
- 文圣常，1944年毕业于武汉大学工学院机械系，中国海洋大学校长
- 张瑞瑾，1939年毕业于武汉大学工学院土木系，武汉水利电力学院院长
- 贾 宇，1995年毕业于武汉大学法学院，获得法学博士学位，西北政法大学校长
- 刘诗白，1946年毕业于国立武汉大学法学院经济系，西南财经大学校长
- 付子堂，1999—2002年武汉大学法学院博士后，西南政法大学校长
- 汤佩松，1933年起任武汉大学生物系教授，中国农业大学副校长
- 冯  俊，1984年毕业于武汉大学哲学系，中国人民大学副校长
- 马  骏，1990年毕业于武汉大学政治学系，中山大学副校长
- 周天鸿，1982年毕业于武汉大学生物系，暨南大学副校长
- 胡树祥，1981年毕业于武汉大学哲学系，中央财经大学校党委书记、电子科技大学校党委书记
- 钟期荣，1944年毕业于国立武汉大学法学院法律系，英国牛津大学法学博士，香港第一所私立大学--香港树仁大学校长
- 王梓坤，1952年毕业于武汉大学数学系，北京师范大学校长（9月10日教师节的提倡发起人）
- 徐显明，1999年毕业于武汉大学法学院，获得法学博士学位，中国政法大学校长、山东大学校长
- 黄 进，1988年毕业于武汉大学法学院，获得法学博士学位，中国政法大学校长
- 周创兵，1988年毕业于武汉大学（原武汉水利电力大学），获得工学博士学位，南昌大学校长
- 王光谦，1982年毕业于武汉大学（原武汉水利电力大学），青海大学校长
- 夏坚白，1955年起任武汉大学（原武汉测绘学院）教授，同济大学校长
- 王之卓，1955年起任武汉大学（原武汉测绘学院）教授，交通大学校长
- 郭沫若，1926年起任国立武昌中山大学筹备委员会委员，中国科学技术大学校长
- 任凯南，1927年起任国立武汉大学筹备委员会委员、经济系教授，湖南大学校长
- 皮宗石，1928年-1938年任国立武汉大学法律系教授，湖南大学校长
- 郭传杰，1967年毕业于武汉大学化学系，中国科学技术大学党委书记、校务委员会主席
- 陈望道，1927年起任国立武昌中山大学教授，复旦大学校长
- 胡庶华，1924年起任国立武昌中山大学教授，湖南大学校长、重庆大学校长、同济大学校长、西北大学校长
- 竺可桢，1918年起任国立武昌高等师范学校教授，浙江大学校长
- 张 云，1917年毕业于武汉大学数学理化部，中山大学校长
- 王星拱，1933年任国立武汉大学化学系教授，安徽大学校长，中山大学校长
- 翦伯赞，1919年毕业于武汉大学经济系（原国立武昌商业专门学校），北京大学副校长
- 李四光，1928年起任国立武汉大学建筑设备委员会委员长，中央大学校长、中国地质大学校长
- 罗家伦，1930年任武汉大学历史系教授，1928年任清华大学校长，1932年任中央大学校长
- 庄长恭，1925年起任国立武昌大学化学系教授，台湾大学校长
- 沈刚伯，1917年毕业于国立武昌高等师范学院历史系，台湾大学代理校长
- 刘亚洲，1975年毕业于武汉大学外语系，中国人民解放军国防大学政委
- 孙本旺，1949年起任武汉大学数学系教授，中国人民解放军国防科技大学副校长
- 孙济中，1948年-1952任武汉大学农学院农艺系助教，1984年担任华中农业大学校长
- 邓晓华，1996年至2009年任武汉大学空间物理系教授，2009年任南昌大学副校长
- 匡兴华，1968年毕业于武汉大学物理系，1983年毕业于武汉大学信息与管理科学系研究生，中国人民解放军国防科技大学副校长
- 罗荣桓，1927年考入武汉大学（原国立武昌中山大学），中国人民解放军政治学院院长
- 瞿 琮，1984年毕业于武汉大学中文系，中国人民解放军艺术学院院长
- 蒋昌忠，1990年毕业于武汉大学物理系，获理学硕士学位，湖南大学党委书记
- 章 曙，1948年毕业于武汉大学外文系，外交学院院长
- 谢红星，1987年毕业于武汉大学历史系，长江大学校长，湖北大学校长和党委书记
- 李金林，1988年毕业于武汉大学化学系，获化学硕士学位，中南民族大学校长
- 马哲民，1949年-1953年执教于武汉大学法律系，中南财经学院首任院长
- 刘仁山，1997年毕业于武汉大学法学院，获法学博士学位，中南财经政法大学副校长
- 刘德富，1997年毕业于武汉大学（原武汉水利电力大学）。获工学博士学位，三峡大学首任校长、党委书记，湖北工业大学校长
- 李建林，1982年毕业于武汉大学（原武汉水利电力大学）。获工学学士学位，三峡大学校长、党委书记
- 胡翔勇，1982年毕业于武汉大学（原武汉水利电力大学）。获工学学士学位，三峡大学副校长
- 黄应平，1992年和1997年毕业于武汉大学化学系。获理学学士和硕士学位，三峡大学副校长
- 夏立新，2002年毕业于武汉大学信息管理学院，获管理学博士学位，华中师范大学副校长
- 杨胜刚，1999年毕业于武汉大学经济系，获经济学博士学位，湖南大学副校长
- 周建设，2002年毕业于武汉大学中文系，获文学博士学位，首都师范大学副校长
- 范乐成，1947年起执教于国立武汉大学医学院，中南同济医学院第一副院长，武汉医学院副院长
- 蒋新苗，1997年毕业于武汉大学法学院，获法学博士学位，湖南师范大学副校长
- 李崇光，1989年毕业于武汉大学经济系，获经济学硕士学位，华中农业大学副校长
- 焦方太，2009年毕业于武汉大学经济管理学院，获管理学博士学位，广东外语外贸大学副校长
- 陈剑修，1930年起任国立武汉大学哲学系教授，1946年-1949年任国立广西大学校长
- 杨东莼，1942年起任国立武汉大学历史系教授，广西大学校长，华中师范学院院长。
- 柳见成 1986年毕业于武汉大学（原武汉水利电力学院）电气工程系，获工学硕士学位，长沙理工大学副校长
- 周国清，1991年毕业于武汉大学（原武汉测绘科技大学）遥感工程系，获工学博士学位，桂林理工大学副校长
- 金通尹，1956年起任武汉测绘学院教授，青岛工学院院长，北洋大学代理校长
- 谢文炳，1928年起任国立武汉大学外文系教授，任四川大学临时校务委员会主任（即校长），副校长，党委书记
- 张江树， 1932年起任国立武汉大学化学系教授，任南京工学院筹备委员会主任，华东化工学院首任院长
- 周佑勇，1997年和2002年毕业于武汉大学法学院，获得法学硕士和博士学位，2016年担任东南大学副校长
- 孙叔平，1926年考入国立武昌大学外文系，1953年担任南京大学首任党委书记兼第一副校长
- 刘经南，1967年和1982毕业于武汉大学测绘学院（原武汉测绘学院）大地测量专业，先后获得工学学士和工学硕士学位，武汉大学校长，昆山杜克大学首任校长
- 陈华癸，1947年-1952年任武汉大学农学院农化系教授，华中农学院院长
- 吴建农，1986年毕业于武汉大学生物系，上海海洋大学副校长
- 罗玉珍，1956年毕业于武汉大学法学院，中南政法学院院长
- 吴俊培，2000年起任武汉大学财政与税收系教授，中南财经大学校长
- 颜晓红，1986年毕业于武汉大学物理系，任江苏大学校长
- 黄泰岩，1985年毕业于武汉大学信息管理系，任北京交通大学党委书记
- 丁辉，1982年毕业于武汉大学（原武汉水利电力学院），获金属材料专业学士学位，1985年获北京科技大学材料工程系硕士学位，1998年获武汉水利电力大学电气工程学院博士学位，1985年至2012年任教于武汉水利电力大学和武汉大学机械工程系和材料工程系教授，2019年任东南大学副校长
- 闫平，1985年8月本科毕业于原湖北医科大学医疗系临床医学专业，获学士学位；2000年12月获武汉大学医学院劳动卫生和公共卫生管理专业硕士学位；2007年12月获武汉大学高级工商管理硕士学位；2016年获武汉大学医学博士学位，2019年任中南财经政法大学副校长。
- 张鸿，1933年毕业于武汉大学数学系，抗日战争武汉沦陷前曾任武汉大学讲师，后任交通大学（重庆）和交通大学沪校数学系教授，西安交通大学副校长
- 马西林，原名马健武，1944年毕业于武汉大学历史系，东北重型工业学院（今燕山大学）副院长，中国科学技术大学副校长
- 韩国河，1996年毕业于武汉大学历史系，获历史学博士学位，2016年出任郑州大学副校长
- 张跃，1982年毕业于武汉大学（原武汉水利电力大学）本科，获物理学学士学位，北京科技大学副校长
- 朱光，1987年毕业武汉测绘科技大学，获工学硕士学位，2012年任北京建筑大学校长
- 沈晋,1939年毕业于国立武汉大学土木系，陕西机械学院（今西安理工大学）副院长
- 李星，1988年毕业于武汉大学数学系，获硕士学位，历任宁夏大学副校长，宁夏师范学院院长，党委书记，宁夏大学党委书记
- 张京泽，1988年毕业于武汉大学图书馆学系，北方民族大学党委书记，中央民族大学党委书记
- 程雁雷，2016年毕业于武汉大学法学院，获法学博士学位，安徽大学副校长
- 李占斌，1984年毕业于武汉大学（原武汉水利电力学院），获工学学士学位，西安理工大学副校长
- 王崇敏，2013年毕业于武汉大学法学院，获法学博士学位，海南大学副校长
- 田军仓，1998年6月毕业于武汉大学（原武汉水利电力大学）水利学院农田水利工程专业，获博士学位
- 王艳玲，1983毕业于武汉大学医学部（原湖北医学院）临床医学专业，获学士学位，河南农业大学校长
- 鲁翔，硕士毕业于武汉大学医学部（原湖北医学院）临床医学专业，南京医科大学副校长
- 杨云彦，1983年毕业于武汉大学计算机科学系，中南财经政法大学副校长
- 刘海文，1993年和1997年先后毕业于武汉大学电子信息系，获工学学士和硕士学位，华东交通大学副校长
- 谢晓尧，2004年毕业于武汉大学计算机学院，获工学博士学位，贵州工业大学副校长/贵州师范大学副校长
- 丁道衡，1940年起任于武汉大学矿冶系教授，贵州大学校长
- 辛树帜，1919年毕业于国立武昌高等师范学院生物系，参与国立西北农林专科学校（西北农学院前身）的筹建，并任第二任校长，1946年任国立兰州大学首任校长，负责筹备工作，建国后再次担任西北农学院（今西北农林科技大学）院长。
- 阎宏涛，1988年毕业于武汉大学化学系，获理学博士学位，西北大学副校长
- 李顺兴，1995年和2003年先后毕业于武汉大学环境科学系，获环境化学硕士和环境科学博士学位 闽南师范大学副校长
- 黄亚励，1990年毕业于武汉大学化学系，获化学硕士学位，贵州医科大学副校长
- 唐星华，1997年毕业于武汉大学高分子化学专业，获硕士学位，南昌航空大学副校长
- 萧文灿，1925年毕业于国立武昌大学，1947年任国立武汉大学数学系教授，国立贵阳师范学院（今贵阳师范大学）校长，后任贵州大学理学院院长。
- 刘晓敏，1985年和1994年 先后 毕业于武汉大学图书情报学系，获科技情报学学士和博士学位，上海师范大学副校长
- 杜承铭 ，1991年毕业于武汉大学法学院，获法学硕士学位，广东财经大学副校长
- 董皞，1995年毕业于武汉大学法学院，获法学硕士学位，广州大学副校长
- 吕忠梅，1989年和2001年毕业于武汉大学法学院，获法学硕士和博士学位，湖北经济学院院长
- 王瀚，1995年毕业于武汉大学法学院，获法学博士学位，西北政法大学副校长
- 李伯超，2005年毕业于武汉大学法学院，获法学博士学位，湘潭大学副校长，湖南科技大学校长
- 邓初民，1924年任湖北省立法科大学(武汉大学法学院前身）教务长。1926年起任武昌中山大学教授，山西大学校长
- 张知本，1924年任湖北省立法科大学(武汉大学法学院前身）校长，上海法政学院校长，北平朝阳大学（中国人民大学法学院前身）校长
- 蒋新苗，1997年毕业于武汉大学法学院，获法学博士学位，湖南师范大学副校长
- 陶因，1930年至1945年任国立武汉大学经济系教授，国立安徽大学校长
- 张颐，1939年至1948年任武汉大学文学院哲学系教授，私立厦门大学副校长，国立四川大学代理校长
- 常晓林，1983年和1988年先后毕业于武汉大学（原武汉水利电力大学）水电工程系，获学士和博士学位，昆山杜克大学副校长
- 郝翔，1981年和1984年先后毕业于武汉大学（原武汉水利电力大学）哲学系，获哲学学士和硕士学位。武汉大学党委副书记，中国地质大学党委书记
- 周世健，1988年、1994年毕业于武汉大学（原武汉测绘科技大学）大地测量工程专业，获工学硕士和博士学位，南昌航空航天大学副校长
- 陈晓勇，1982年、1986年、1991年先后毕业于武汉大学（原武汉测绘科技大学）获工学学士、硕士和博士学位，东华理工大学副校长
- 袁希平，1987年毕业于武汉测绘科技大学工程测量专业，昆明理工大学副校长
- 许子威，1925年考入湖北省立医科大学（湖北医科大学），华中农学院院长兼党委书记
- 刘金保，1990年毕业于武汉大学医学院（湖北医学院）病理生理学专业，获硕士学位，广州医科大学副校长
- 童小娇，1981年和1985年毕业于武汉大学（原武汉水利电力大学）数学专业，获理学学士和硕士学位，湖南第一师范学院校长
- 黄竹青，1999年毕业于武汉大学（原武汉水利电力大学）热能动力工程专业，获硕士学位，湘潭大学副校长
- 韩会玲，1998年毕业于武汉大学（原武汉水利电力大学）水力学和河流动力学专业，获博士学位，河北水利电力学院院长
- 亨熹，1960年毕业于武汉大学（原武汉水利电力学院）水工建筑系，河北农业大学校长
- 哈丽玛·阿布都热西提，1961年毕业于武汉大学（原武汉水利电力学院）水工建筑系，新疆八一农学院（今新疆农业大学）副校长
- 童小娇，1981年和1985年毕业于武汉大学（原武汉水利电力大学）数学专业，获理学学士和硕士学位，湖南第一师范学院校长
- 黄竹青，1999年毕业于武汉大学（原武汉水利电力大学）热能动力工程专业，获硕士学位，湘潭大学副校长
- 韩会玲，1998年毕业于武汉大学（原武汉水利电力大学）水力学和河流动力学专业，获博士学位，河北水利电力学院院长
- 汪德亮，1931年起任国立武汉大学哲学教育系教授，华南师范学院副院长
- 顾杰，1977年毕业于武汉大学哲学系，武汉科技大学副校长
- 王杰，1982年毕业于武汉大学哲学系，广西师范大学副校长
- 杨卫东。1981年和1985年先毕业于武汉大学历史系，获历史学学士/硕士学位，江汉大学校长
- 张幸平，1989年毕业于武汉大学历史系，获硕士学位，江汉大学校长
- 段超，1999年毕业于武汉大学历史系，获历史学博士学位，中南民族大学副校长
- 张国雄，1982年、1984年和1992年毕业于武汉大学历史系，获历史学学士/硕士/博士学位。广东五邑大学副校长
- 李进才，1962年毕业于武汉大学中文系，江汉大学校长
- 李鸿昌，1953年毕业于武汉大学经济系，广东商学院（今广东财经大学）首任校长
- 傅予行，1955年毕业于武汉大学经济系，湖南财经学院（今并入湖南大学）副院长，中国金融学院（今并入对外经济贸易大学）院长
- 吴家清，1981年毕业于武汉大学政治学系，1999年毕业于武汉大学法学院宪法学与行政法学专业，获法学博士学位，广东商学院（今广东财经大学）校长
- 刘仲奎，1988年毕业于武汉大学数学系，获理学硕士学位，西北师范大学校长
- 刘静，2000年毕业于武汉大学物理系，获理学博士学位，武汉科技大学副校长
- 苏旭平，1983年毕业于武汉大学物理系金属物理专业，常州大学副校长
- 刘茂林，2010年毕业于武汉大学法学院，获法学博士学位，中南财经政法大学副校长，湖北警官学院院长
- 户思社，1988年和1994年就读于武汉大学法语系中法联合培养项目，西安外国语大学校长，后任中国人民对外友好协会副会长
- 邓晓华，1996年至2009年任武汉大学空间物理系教授，南昌大学副校长
- 肖德，1994至2002年就读于武汉大学世界经济专业，获硕士和博士学位，湖北大学副校长
- 冉丕鑫，1987年至1990年就读于湖北医学院（武汉大学医学部）临床医学专业，获硕士学位，广州医科大学校长兼党委书记，呼吸疾病国家重点实验室主任
- 刘健平，1996.09-1999.07，武汉大学政治经济学专业博士研究生学习，获经济学博士学位，2020年担任湖北大学校长
- 丁辉，1982年获武汉水利电力大学金属材料专业学士学位，1985年获北京科技大学材料工程系硕士学位，1998年获武汉水利电力大学电气工程学院博士学位，东南大学副校长

### 在世界名校任教的武汉大学校友（不完全统计）
- Songnian Li（李松年）,Professor, Department of Civil Engineering, Toronto Metropolitan University, Canada (加拿大多伦多城市大学终身正教授，武汉大学（原武汉测绘科技大学）测绘工程学士，加拿大新不伦瑞克大学博士）
- Xiaolin Wu,Professor, Electrical & Computer Engineering, McMaster University, Canada (加拿大McMaster大学终身正教授，武汉大学计算机学士，卡尔加里大学计算机科学博士)
- Yang Gao (高扬)，Professor, P. Eng., Geomatics Engineering, University of Calgary, Canada (加拿大卡尔加里大学终身正教授，武汉大学（原武汉测绘科技大学）测绘工程学士，硕士， 卡尔加里大学博士）
- Yun Zhang (章云)，Professor, P. Eng., Fellow of Canadian Academy of engineering, Geodesy and Geomatics Engineering, University of New Brunswick, Canada (加拿大新不伦瑞克大学终身正教授， 武汉大学（原武汉测绘科技大学）制图学学士，华东师范大学硕士， 德国柏林工业大学工学博士)
- Jianguo Wang (王建国）, Professor, P. Eng., Fellow of Engineers Canada, Geomatics Science and Engineering, Lassonde School of Engineering, York University, Toronto, Canada (加拿大约克大学终身正教授，武汉大学（原武汉测绘科技大学）测绘工程学士，硕士，德国墨尼黑国防军事大学工学博士)
- Luo Yulei，香港大学工商管理学院经济学教授

　　武汉大学电子信息系学士，普林斯顿大学经济学PhD
- 石雨江，哈佛大学医学院教授

　　武汉大学生物系学士，佛罗里达大学PhD，哈佛大学Postdoctoral Fellow
- 陈晓红，耶鲁大学经济系终身正教授

　　武汉大学数学系学士，加州大学圣地亚哥分校PhD
- Wang Min，耶鲁大学医学院终身正教授

　　武汉大学生物系学士，英国威尔士大学PhD，耶鲁大学Postdoctoral Fellow
- Yi Wang，斯坦福大学数学系教授

　　武汉大学数学学士，普林斯顿大学PhD
- 陈建柱，麻省理工学院生物系终身正教授

　　武汉大学生物学学士，斯坦福大学PhD
- 董欣年，杜克大学生物系终身正教授

　　武汉大学生物学学士，西北大学PhD，哈佛大学Postdoctoral Fellow
- 王小凡，杜克大学生物系终身正教授

　　武汉大学生物学学士，加州大学洛杉矶分校PhD，麻省理工学院Postdoctoral Fellow
- 陈 旗，杜克大学经济系终身正教授

　　武汉大学经济学学士，芝加哥大学PhD
- Ai Hengjie，杜克大学商学院金融学教授

　　武汉大学经济学学士，明尼苏达大学PhD
- 朱晓冬，多伦多大学经济系终身正教授

　　武汉大学学士，芝加哥大学PhD
- Q. Wang，多伦多大学金融学系终身教授

　　武汉大学数学学士，芝加哥大学PhD
- Yao Luo，多伦多大学经济系教授

　　武汉大学数学、经济学双学士，宾夕法尼亚州立大学PhD
- Zhu Jun，宾夕法尼亚大学微生物学系终身教授

　　武汉大学微生物学学士，康奈尔大学PhD
- Bi Erfei，宾夕法尼亚大学医学院终身正教授

　　武汉大学微生物学学士，Kansas大学PhD
- Xia Zhou，达特茅斯学院计算机系教授

　　武汉大学计算机学学士，加州大学圣塔芭芭拉分校PhD
- Liu Jun，康奈尔大学分子生物学和遗传学系终身教授

　　武汉大学生物学学士，康奈尔大学PhD
- 黄新云，康奈尔大学医学院终身正教授

　　武汉大学学士，Houston大学PhD
- 利 民，约翰霍普金斯大学神经科学系终身正教授

　　武汉大学生物学学士，约翰霍普金斯大学PhD
- 董欣中，约翰霍普金斯大学神经科学系终身教授

　　武汉大学生物学学士，加州大学洛杉矶分校PhD
- 毛海泉，约翰霍普金斯大学材料科学与工程系终身正教授

　　武汉大学化学学士，武汉大学PhD
- 万逢义，约翰霍普金斯大学公共卫生学院教授

　　武汉大学学士，中科院PhD
- 毛 剑，哥伦比亚大学牙医学院终身正教授、牙医学院副院长、组织工程和再生医学实验室主任

　　武汉大学牙科学学士，加拿大阿尔伯塔大学(University of Alberta)PhD
- Liu Chunyu，芝加哥大学行为神经科学系教授

　　武汉大学学士，湖南医科大学PhD，芝加哥大学Postdoctoral Fellow
- Li YanChun，芝加哥大学医学院终身教授

　　武汉大学学士，肯特州立大学PhD
- 肖书渊，芝加哥大学医学院终身正教授

　　武汉大学学士，武汉大学MD
- 石 岚，华盛顿大学经济系教授

　　武汉大学经济学学士，芝加哥大学PhD
- Chen Zhoufeng，华盛顿大学医学院终身正教授

　　武汉大学病毒学学士，德州大学健康科学中心PhD，加州理工学院Postdoctoral Fellow
- Xia Zhengui，华盛顿大学公共卫生学院终身正教授

　　武汉大学生物化学学士，华盛顿大学PhD
- Wu Martin，弗吉尼亚大学生物系教授

　　武汉大学生物学学士，约翰霍普金斯大学PhD
- 王来生，布朗大学化学系终身正教授

　　武汉大学化学学士，加州大学伯克利分校PhD
- 凌新生，布朗大学物理系终身正教授

　　武汉大学学士，Connecticut大学PhD，耶鲁大学Postdoctoral Fellow
- 谭 铭，乔治城大学生物统计系终身正教授、系主任

　　武汉大学数学学士，普度大学PhD
- Xu X.Z. Shawn，密西根大学医学院终身正教授

　　武汉大学生物化学学士，约翰霍普金斯大学PhD，加州理工学院Postdoctoral Associate
- 刘 阳，密西根大学医学院终身正教授

　　武汉大学学士，澳大利亚国立大学PhD，耶鲁大学Postdoctoral Associate
- Fan Ying，密西根大学经济系教授

　　武汉大学数学、经济学双学士，耶鲁大学PhD
- Zhang Qiong，维克森林大学历史系教授

　　武汉大学学士，哈佛大学PhD
- Ke Zhang，维克森林大学生物系教授

　　武汉大学生物化学学士，徳克萨斯大学M.D.Anderson癌症中心PhD
- Zou Fei，北卡罗来纳大学教堂山分校生物统计系终身教授

　　武汉大学数学学士，威斯康星大学麦迪逊分校PhD
- 景乃桓，北卡罗来纳州立大学数学系终身正教授

　　武汉大学学士，耶鲁大学PhD
- Gao Yuan，乔治梅森大学金融系教授

　　武汉大学学士，康奈尔大学PhD
- Li Qiliang，乔治梅森大学电气和计算机工程系教授

　　武汉大学物理学学士，北卡罗来纳州立大学PhD
- Xu Yaquiong，范德比尔特大学电气工程系教授

　　武汉大学物理学学士，莱斯大学PhD
- 张 骏，纽约大学物理和数学系终身正教授，APS Fellow (2017), 欧洲科学院外籍院士（Member of Academia Europaea，2024), Courant 柯朗数学科学研究所应用数学实验室主任（AML）,  Co-Director of the NYU-ECNU Joint Physics Research Institute, 武汉大学物理学学士，丹麦哥本哈根大学PhD，美国洛克菲勒大学Postdoctoral Fellow

- 姜钟平，纽约大学电气与计算机工程系终身正教授, Member of Academia Europaea (2021),

　　武汉大学数学学士，法国高等矿业大学PhD
- 程根宏，加州大学洛杉矶分校微生物和免疫系终身正教授

　　武汉大学生物学学士，爱因斯坦医学院PhD
- 段金桥，加州大学洛杉矶分校数学系终身正教授，纯数学和应用数学研究所副主任

　　武汉大学数学学士，康奈尔大学PhD
- 王汉林，加州大学洛杉矶分校医学院终身正教授

　　武汉大学MD
- 徐 洋，加州大学圣地亚哥分校生物系终身正教授

　　武汉大学生物化学学士，哈佛大学PhD，麻省理工学院Postdoctoral Fellow
- 孙一啸，加州大学圣地亚哥分校经济系终身正教授

　　武汉大学数学学士，耶鲁大学PhD
- 付向东，加州大学圣地亚哥分校细胞与分子医学系终身正教授

　　武汉大学病毒学学士，Case Western大学PhD，哈佛大学Postdoctoral Fellow
- Qing Nie，加州大学欧文分校数学系终身正教授

　　武汉大学数学学士，数学硕士，俄亥俄州立大学PhD
- 方陶陶，加州大学欧文分校天体物理系教授

　　武汉大学物理学学士，麻省理工学院PhD
- 程亦凡，加州大学旧金山分校生物化学和生物物理系教授

　　武汉大学物理学学士，中科院PhD，哈佛大学Research Associate
- 李百炼，加州大学河滨分校生态系终身正教授

　　武汉大学PhD
- Jin Hailing，加州大学河滨分校植物病理学和微生物学系终身教授

　　武汉大学遗传学学士，中科院PhD
- Liu Renyi，加州大学河滨分校生物学系教授

　　武汉大学学士，佐治亚大学PhD
- Duan Yong，加州大学戴维斯分校生物医学工程学系终身正教授

　　武汉大学物理学学士，匹兹堡大学PhD
- DAN LU，罗切斯特大学经济学系教授

　　武汉大学数学、经济学双学士，芝加哥大学PhD
- Liu Zhongchi，马里兰大学细胞生物学和分子遗传学终身教授

　　武汉大学学士，哈佛大学PhD
- Zhou Naijun，马里兰大学地理系教授

　　武汉大学学士，威斯康星大学麦迪逊分校PhD
- Jian Peng，伊利诺伊大学香槟分校计算机系教授

　　武汉大学计算机学学士，芝加哥大学PhD，麻省理工学院Postdoctoral Fellow
- Cheng Xuanhong，Lehigh大学材料科学和工程系教授

　　武汉大学生物学学士，华盛顿大学PhD，哈佛大学Postdoctoral Fellow
- 黄孝军，Rutgers大学数学系终身正教授

　　武汉大学学士，华盛顿大学PhD
- Li Guo，Rutgers大学数学和计算机科学系终身正教授

　　武汉大学硕士，华盛顿大学PhD
- 张绪穆，Rutgers大学化学系终身正教授

　　武汉大学学士，斯坦福大学PhD
- 黄浩，乔治华盛顿大学电子和计算机工程系终身教授

　　武汉大学计算机学士，弗吉尼亚大学PhD
- Pei Dehua，俄亥俄州立大学化学系终身正教授

　　武汉大学化学学士，加州大学伯克利分校PhD，哈佛大学Postdoctoral Fellow
- 王瑾，俄亥俄州立大学电气与计算机工程系终身教授

　　武汉大学硕士，密西根州立大学PhD
- Chen Hao，俄亥俄大学化学和生物化学系教授

　　武汉大学学士，普度大学PhD
- Wang Xiaotong，宾夕法尼亚州立大学商学院教授

　　武汉大学经济学学士，耶鲁大学统计学、金融学双硕士、耶鲁大学PhD
- 汪琼，宾夕法尼亚州立大学商学院教授

　　武汉大学经济学学士，佛罗里达大学PhD
- He Biao，宾夕法尼亚州立大学生物医学科学系终身教授

　　武汉大学病毒学学士，纽约州立大学PhD
- 胡建明，宾夕法尼亚州立大学医学院微生物学和免疫学终身正教授

　　武汉大学学士，宾夕法尼亚州立大学PhD，耶鲁大学Postdoctoral Fellow
- 彭方正，密西根州立大学终身正教授，电子和驱动实验室主任，美国橡树岭国家实验室电力电子实验室首席科学家

　　武汉大学电气工程系（原武汉水利电力学院电力系）学士，Nagaoka University of Technology(日本)PhD
- Xiao Yimin，密西根州立大学统计系终身正教授

　　武汉大学数学硕士，俄亥俄州立大学PhD
- Ma Jianjie，凯斯西储大学医学院终身教授

　　武汉大学物理学学士，贝勒医学院PhD
- Zhu Xiongwei，凯斯西储大学病理学系教授

　　武汉大学生物化学学士，凯斯西储大学PhD
- Cheng Shiyuan，匹兹堡大学生物系终身教授

　　武汉大学生物化学学士，俄亥俄州立大学PhD，加州大学圣地亚哥分校Postdoctoral Fellow 
- 冯新华，贝勒医学院终身教授

　　武汉大学生物学学士，马里兰大学PhD，加州大学旧金山分校Postdoctoral Fellow 
- Li Kaiyi，贝勒医学院教授

　　武汉大学生物学学士，徳克萨斯大学M. D. Anderson癌症研究中心PhD
- 董 晨，徳克萨斯大学M. D. Anderson癌症研究中心终身正教授

　　武汉大学学士，阿拉巴马大学PhD
- 刘 一，德州大学西南医学中心终身正教授

　　武汉大学学士，范德比尔特大学PhD
- Liu Qinghua，德州大学西南医学中心教授

　　武汉大学生物化学学士，贝勒医学院PhD
- Rao Hai，德州大学健康科学中心终身教授

　　武汉大学化学学士，纽约州立大学石溪分校PhD，加州理工学院Postdoctoral Fellow
- 于 刚，德州大学奥斯汀分校商学院终身正教授

　　武汉大学物理学学士，宾夕法尼亚大学沃顿商学院PhD
- Su Hongbo，德州大学A&M分校环境工程系教授

　　武汉大学摄影测量与遥感学学士，普林斯顿大学PhD
- Xu Keli，德州大学A&M分校经济系终身教授

　　武汉大学数学学士，耶鲁大学PhD
- 杨 磊，印第安纳大学医学系终身教授

武汉大学生物系学士，中国科学院上海生化细胞所PhD
- Li Du，德州大学A&M分校计算机系教授

　　武汉大学计算机学士，加州大学洛杉矶分校PhD
- 熊子祥，德州大学A&M分校电子和计算机工程系终身正教授

　　武汉大学学士，伊利诺伊大学Urbana-Champaign分校PhD，普林斯顿大学Postdoctoral Fellow
- Liu Qingyun，德州大学休斯顿医学中心教授

　　武汉大学生物学学士，耶鲁大学PhD
- Dai Zhonglan，德州大学Dallas分校管理学院教授，国际会计发展中心主任

　　武汉大学会计学学士，北卡罗来纳大学Chapel Hill分校PhD
- Song Qiongxia，德州大学Dallas分校数学系教授

　　武汉大学数学学士，密西根州立大学PhD
- Fu Bin，德州大学Pan American分校计算机系终身教授

　　武汉大学计算机学士，耶鲁大学PhD
- Kuang Anxiu，德州大学Pan American分校生物系终身教授

　　武汉大学生物学学士，Auburn大学PhD
- 梁启联，德州大学Arlington分校电机工程系终身正教授

　　武汉大学空间物理与电子信息系学士，南加州大学PhD
- Lei Yu，德州大学Arlington分校计算机科学与工程学系终身教授

　　武汉大学计算机学士，北卡罗来纳州立大学PhD
- Dean G. Tang，德州大学M.D Anderson癌症研究中心终身教授

　　武汉大学医学院硕士（原湖北医学院），Wayne州立大学PhD
- Yu Weikuan，佛罗里达州立大学计算机系正教授

　　武汉大学生物系学士，俄亥俄州立大学PhD
- Zhang Yuzhe，Iowa大学商学院教授

　　武汉大学数学、经济学双学士，明尼苏达大学PhD
- Shen Ruizhong，阿拉巴马大学医学院教授

　　武汉大学病毒学学士，艾奥瓦州立大学PhD
- Luo Ming，阿拉巴马大学生物系终身正教授

　　武汉大学学士，普度大学PhD
- Qin Zhenbo，密苏里大学数学系终身正教授

　　武汉大学数学学士，哥伦比亚大学PhD
- Zhou Daoguo，普度大学生物系终身教授

　　武汉大学微生物学学士，Iowa大学PhD，耶鲁大学Postdoctoral Fellow
- 刘传海，普度大学统计系终身正教授

　　武汉大学数学学士，哈佛大学PhD
- Li Peijun，普度大学数学系教授

　　武汉大学数学学士，密西根州立大学PhD
- Zhang Faming，印地安那大学化学系终身教授

　　武汉大学化学学士，中科院PhD
- Li Jun，堪萨斯大学化学系终身教授

　　武汉大学学士，普林斯顿大学PhD
- Gu Zheyin，纽约州立大学Albany分校商学院教授

　　武汉大学经济学学士，纽约大学PhD
- 闵启龙，纽约州立大学Albany分校大气科学研究中心教授

　　武汉大学学士，阿拉斯加大学PhD
- Li Xiaolin，纽约州立大学石溪分校数学系终身正教授

　　武汉大学物理学学士，哥伦比亚大学PhD
- 谭 伟，纽约州立大学石溪分校经济系教授

　　武汉大学经济学学士，约翰霍普金斯大学PhD
- 谭洪平，滑铁卢大学会计系终身教授

　　武汉大学经济学硕士，加拿大皇后大学PhD
- Wu Kui，加拿大维多利亚大学计算机系终身教授

　　武汉大学计算机学士，加拿大阿尔伯塔大学(University of Alberta) PhD
- 乐晓春，阿尔伯塔大学化学系终身正教授

　　武汉大学化学学士，大不列颠哥伦比亚大学PhD，加拿大皇家科学院院士，加拿大首席科学家
- Li Xu，伊利诺伊南大学会计系教授

　　武汉大学金融学学士，杜克大学PhD
- 张振宇，田纳西大学物理系终身正教授

　　武汉大学学士，Rutgers大学PhD
- Chen Guoxun，田纳西大学营养学系教授

　　武汉大学生物学学士，徳州大学西南医学中心PhD
- Sun Wenfang，北达科他州立大学化学系终身教授

　　武汉大学学士，中科院PhD
- Kun Yu，麻省大学会计系教授

　　武汉大学学士，波士顿大学工商管理博士(Doctor of Business Administration)
- Zuo Yuegang，麻省大学化学系终身正教授

　　武汉大学学士，瑞士联邦理工学院(Swiss Federal Institute of Technology (ETHZ))PhD
- Lei Lei，亚利桑那州立大学生物系教授

　　武汉大学生物化学学士，密西根州立大学PhD
- Zhu Fanxiu，佛罗里达州立大学生物系教授

　　武汉大学学士，武汉大学PhD
- Zhou Huanxiang，佛罗里达州立大学物理学教授

　　武汉大学学士，Drexel大学PhD
- Zhang Guifu，奥克拉荷马大学气象学终身教授

　　武汉大学硕士，华盛顿大学PhD
- 王庆阳，路易斯安那州立大学计算机系教授

　　武汉大学计算机学士，佐治亚理工学院PhD
- GUO Lei，犹他州立大学商学院教授

　　武汉大学数学、经济学双学士，明尼苏达大学PhD
- Chu Feixia，新罕布什尔大学生物化学和分子生物学教授

　　武汉大学学士，加州大学旧金山分校PhD
- Guo Hui，辛辛那提大学金融学教授

　　武汉大学经济学学士，纽约大学PhD
- Peng Dajin，南佛罗里达大学政府和国际事务系终身教授

　　武汉大学英国语言文学学士，普林斯顿大学PhD 
- Zhou Xiao，夏威夷大学政治学终身教授

　　武汉大学英国语言文学学士，普林斯顿大学PhD
- Liu Qianqiu，夏威夷大学金融学教授

　　武汉大学数学学士，西北大学凯洛格商学院PhD
- ZENG LEI，肯特州立大学图书馆和信息科学学院终身正教授

　　武汉大学学士，匹兹堡大学PhD
- ZHANG YIN，肯特州立大学图书馆和信息科学学院终身教授

　　武汉大学学士，伊利诺伊大学Urbana-Champaign分校PhD
- Xu Howard，加州州立大学生物系教授

　　武汉大学微生物学学士，明尼苏达大学双城分校PhD
- Fu Lixin，北卡罗来纳大学Greensboro分校计算机系终身教授

　　武汉大学计算机学士，佛罗里达大学PhD
- LI XIN，北卡罗来纳大学Pembroke分校会计系教授

　　武汉大学学士，华盛顿州立大学PhD
- He MingFang，佐治亚南大学教育系终身教授

　　武汉大学学士，多伦多大学PhD 
- Peng Juanjuan，佐治亚南大学历史系教授

　　武汉大学学士，约翰霍普金斯大学PhD 
- Liu Zhiyong，佐治亚州立大学风险管理和保险系教授

　　武汉大学经济学学士，西北大学凯洛格商学院PhD
- 谢丹阳，香港科技大学经济系终身正教授，系主任

　　武汉大学数学学士，芝加哥大学PhD
- 王 鹏，香港科技大学经济系教授

　　武汉大学数学学士、经济学学士，纽约大学PhD
- 张 黔，香港科技大学计算机系终身正教授

　　武汉大学计算机学士，武汉大学PhD
- WANG Xiangrong，香港科技大学物理系终身正教授

　　武汉大学学士，罗切斯特大学PhD
- 罗雨雷，香港大学经济系终身教授

　　武汉大学电子工程学士，普林斯顿大学PhD
- TIAN G.L，香港大学统计及精算学系终身教授

　　武汉大学硕士，中科院PhD
- 魏军城，香港中文大学数学系终身正教授

　　武汉大学数学学士，明尼苏达大学PhD
- 刘志锋，香港中文大学化学系终身正教授

　　武汉大学化学学士，西安大略大学PhD，加州大学伯克利分校Postdoctoral fellow
- 李 楠，国立新加坡大学商学院教授

　　武汉大学数学学士，芝加哥大学PhD
- 洪云汉，国立新加坡大学生物系终身教授

　　武汉大学生物学学士，德国哥廷根大学PhD
- CHENG Hansong，国立新加坡大学化学系终身教授

　　武汉大学学士，普林斯顿大学PhD
- GAO ZHIQIANG，国立新加坡大学化学系终身教授

　　武汉大学学士，武汉大学PhD
- WU Jishan，国立新加坡大学化学系教授

　　武汉大学化学学士，（德国）马克思普朗克研究所PhD，加州大学洛杉矶分校Postdoctoral fellow
- 李长明，新加坡南洋理工大学生物工程系终身正教授、生物工程系系主任

　　武汉大学硕士，武汉大学PhD
- 唐定远，新加坡南洋理工大学微电子学系终身教授

　　武汉大学物理学学士，汉诺威大学PhD
- 姚 鹏，罗切斯特大学医学系终身副教授

武汉大学生物系学士，中国科学院上海生化细胞所PhD
- Xiong Qihua，新加坡南洋理工大学物理系教授

　　武汉大学物理学学士，宾夕法尼亚州立大学PhD
- Tang Yang，新加坡南洋理工大学经济学系教授

　　武汉大学数学、金融学双学士，华盛顿大学圣路易斯分校PhD
- Wan Steven，香港城市大学法学院教授

　　武汉大学法学学士，宾夕法尼亚大学法学硕士（LLM，University of Pennsylvania），宾夕法尼亚大学法学博士（SJD，University of Pennsylvania）
- 张玉霞，堪萨斯大学医学中心助理教授

　　武汉大学医学博士
- 姚琦伟，伦敦政治经济学院统计系终身正教授、系主任

　　武汉大学统计学PhD
- Shu-Yuan Xiao,芝加哥大学医学院病理学系教授

```
   武汉大学（湖北医科大学）医学硕士（1987）
```

- 辜学武 德国波恩大学政治学与国际关系学终身讲座教授

```
   武汉大学图书情报学院文学学士，科隆大学文学硕士，波恩大学政治学博士
```

- 华先欣 美国宾夕法尼亚大学医学院终身教授

```
   武汉大学（湖北医科大学）医学学士、硕士，美国德克萨斯大学西南医学中心分子遗传学博士
```

### 国际学术精英中的武汉大学校友（不完全统计）
- 武汉大学经济系毕业生张培刚（美国哈佛大学经济学博士）的哈佛博士论文《Agriculture and Industrialization》（《农业与工业化》），获得哈佛大学1946-1947年度最佳论文奖和有着“小诺贝尔奖”之称的“大卫·威尔士奖”，他也是迄今为止亚洲国家中唯一一个获此殊荣的人。这一论著被收入《哈佛经济丛书》第85卷，1949年由哈佛大学出版社出版，1969年在美国再版，1951年译成西班牙文在墨西哥出版。这是世界上第一部从历史上和理论上系统探讨农业国家走上工业化道路的著作，此书被国际学术界誉为“发展经济学”的奠基之作，张培刚也因此被世界经济学界誉为发展经济学的创始人之一（当年另一位和张培刚同时获得“大卫·威尔士奖”的哈佛大学经济系学生是世界著名经济学大师 -- 保罗·萨缪尔森（Paul Samuelson）)
- 武汉大学机械系毕业生黄孝宗（美国麻省理工学院机械工程博士）在人类登月壮举 -- “阿波罗登月计划”中担任美国国家航空局阿波罗登月计划火箭推进系统总设计师，为美国登陆月球计划取得成功作出重要贡献。获得与推进系统有关的美国发明专利四项，获颁美国太空总署“阿波罗·土星登陆月球计划功绩奖”及“太空实验室计划功绩奖”等。其后主持多项大型计划，如美国航天飞机及长程导弹等的推进系统，并负责首架大型液体氢火箭发动机关键性技术的突破工作及研制成功。发表多篇与航太技术有关之专题论文，并著有《液体推进剂火箭发动机设计》（Design of Liquid-Propellant Rocket Engines）一书，已有多国译本，为世界各国此领域专家专业参考书，公认的世界级有权威的航天专家
- 武汉大学物理系学生李方华（中国科学院院士、中国科学院物理研究所研究员）获得有着“女性诺贝尔科学奖”美誉的“欧莱雅－联合国世界杰出女科学家成就奖”，这是中国人第一次获此国际殊荣
- 武汉大学物理系毕业生于刚（美国康奈尔大学物理学硕士、美国宾西法尼亚大学沃顿商学院决策科学博士）获得世界管理科学最高奖 -- “弗朗兹·艾德尔曼管理科学成就奖（Franz Edelman Prize）”，这是中国人第一次获此国际殊荣
- 武汉大学物理系毕业生张振宇（美国物理学会院士、美国橡树岭国家实验室杰出研究员）出任世界著名学术期刊《Physical Review Letters》副主编，这是中国人第一次出任此世界著名学术期刊的副主编。张振宇教授是《Physical Review Letters》历史上第一位也是迄今为止唯一一位华人副主编，这是中国人第一次获此国际殊荣
- 武汉大学生物系毕业生王小凡（美国杜克大学医学院终身教授）出任世界著名学术期刊《Journal of Biological Chemistry》副主编，这是第一位来自亚洲的学者出任此世界著名学术期刊的副主编。王小凡教授是《Journal of Biological Chemistry》历史上第一位也是迄今为止唯一一位亚裔副主编，这是中国人和亚洲人第一次获此国际殊荣
- 武汉大学数学系毕业生陈晓红（美国耶鲁大学经济学终身正教授）当选世界计量经济学会院士，这是第一位来自中国大陆的学者获此国际殊荣。陈晓红教授也是耶鲁大学历史上第一位和迄今为止唯一一位华人女性经济学终身正教授
- 武汉大学医学院毕业生孟祥金（美国弗吉尼亚理工大学生物医学与病理系教授）2016年当选美国国家科学院院士，成为我国改革开放后留美学者中第一位病毒学领域美国科学院院士。孟祥金于1985年考入基础医学院医学病毒研究所（原湖北医科大学病毒所）攻读硕士学位，师从微生物与免疫学专业孙瑜教授。1995年在美国爱荷华州立大学获免疫生物学博士学位。孟祥金是人畜共患戊肝病毒的最早发现者，研制出第一个被美国农业部完全许可的商用环形病毒动物疫苗。

## 人文社会科学

### 中央研究院院士
中央研究院
- 郭沫若，1926年--1927年任国立武昌中山大学筹备委员会委员，中央研究院院士（1948年），中国科学院院士（学部委员，1955年）
- 王世杰，1929年--1933年任教于国立武汉大学法学院，同时担任国立武汉大学校长，中央研究院院士（1948年）
- 杨树达，1928年--1930年任教于国立武汉大学文学院，中央研究院院士（1948年），中国科学院院士（学部委员，1955年）
- 周鲠生，1928年任国立武汉大学筹备委员会委员，1929年--1949年任教于国立武汉大学法学院，中央研究院院士（1948年）
- 严耕望，1937年-1941年就读于国立武汉大学历史系，中央研究院院士（1970年）
- 沈刚伯，1907年就读湖北方言学堂，1917年毕业于国立武昌高等师范学校史地部，中央研究院院士（1970年）

### 中国科学院院士（学部委员）
中国科学院哲学社会科学部
- 陈望道，1927年任教于国立武昌中山大学，中国科学院院士（学部委员，1955年）
- 郭沫若，1926年--1927年任国立武昌中山大学筹备委员会委员，中央研究院院士（1948年），中国科学院院士（学部委员，1955年）
- 翦伯赞，1919年毕业于国立武昌商业专门学校，中国科学院院士（学部委员，1955年）
- 李达，1927年任教于国立武昌中山大学，1953年--1966年任教于武汉大学哲学系，中国科学院院士（学部委员，1955年）
- 杨树达，1928年--1930年任教于国立武汉大学文学院，中央研究院院士（1948年），中国科学院院士（学部委员，1955年）
- 杨献珍，1926年毕业于国立武昌商科大学，中国科学院院士（学部委员，1955年）
- 朱光潜，1917年考入国立武昌高等师范学校国文史地部，中国科学院院士（学部委员，1957年）

### 其他
- 陶德麟，1953年毕业于武汉大学经济系，著名哲学家
- 周连宽，1990年毕业于武汉大学图书馆学系，著名图书馆学家、档案学家、历史地理学家
- 彭斐章，1953年毕业于武汉大学图书馆学系，著名图书馆学家、目录学家，中国大百科全书图书馆学编委会副主任委员
- 裘开明，1922年毕业于武汉大学图书馆学系（原文华图书馆学专科学校），哈佛大学经济学硕士、哈佛大学经济学博士，哈佛大学燕京学社图书馆创办人、首任馆长
- 童世纲，1933年毕业于武汉大学图书馆学系（原文华图书馆学专科学校），美国亚洲学会图书馆委员会主席、普林斯顿大学图书馆馆长
- 徐鸿，1990年毕业于武汉大学图书馆学系，匹兹堡大学东亚图书馆馆长
- 吴于廑，1947年起任武汉大学历史系教授，哈佛大学历史学博士，著名历史学家、中国世界史学科奠基人
- 唐长孺，1944年起任武汉大学历史系教授，著名历史学家，中国唐史学会会长、中国敦煌吐鲁番学会副会长、《中国大百科全书》总编辑委员会委员、《中国大百科全书·中国历史》编辑委员会副主任
- 朱雷，1959年毕业于武汉大学历史系，著名历史学家，中国唐史学会会长
- 刘绪贻，1947年起任武汉大学历史系教授，美国芝加哥大学硕士，著名美国史学家、中国美国史学科主要创始人之一、中国研究罗斯福“新政”的学术权威
- 杨端六，1930年起任武汉大学经济系教授、系主任，英国伦敦大学经济学博士，著名经济学家、中国商业会计学奠基人
- 陈文蔚，1943年毕业于国立武汉大学法学院经济系，后留学美国哈佛大学经济系和芝加哥大学经济系，获美国哈佛大学经济学硕士和美国芝加哥大学经济学博士，著名经济学家，中华人民共和国国务院外国专家局成员
- 董辅礽，1950年毕业于武汉大学经济系，莫斯科国立经济学院副博士，著名经济学家
- 李京文，1951年考入武汉大学经济系，1953年选派留学苏联，莫斯科国立经济学院硕士、中国工程院院士、俄罗斯科学院外籍院士、俄罗斯人文科学院院士、国际欧亚科学院院士、中国技术经济学主要奠基人之一
- 谭崇台，1943年毕业于国立武汉大学法学院经济系，哈佛大学经济学硕士，著名经济学家
- 张培刚，1934年毕业于国立武汉大学法学院经济系，哈佛大学经济学博士，哈佛大学经济系“威尔士论文奖”获得者，世界著名经济学家
- 吴纪先，1948年起任武汉大学经济系教授、系主任，哈佛大学经济学博士，著名经济学家
- 刘涤源，1935年考入武汉大学经济系，1942年获武汉大学经济学硕士，1944-1947年留学哈佛大学经济系，哈佛大学经济学博士，1947年起任武汉大学经济系教授，著名经济学家
- 李崇淮，1949年起任武汉大学经济系教授，耶鲁大学经济学硕士，著名经济学家
- 邹恒甫，1982年毕业于武汉大学经济系，中华人民共和国第一个哈佛大学经济学博士，著名经济学家，世界银行高级经济学家
- 杨小凯，1982年起任武汉大学经济系讲师，普林斯顿大学经济学博士，由于其在经济学上的巨大成就，杨小凯被誉为“离诺贝尔奖最近的华人”。杨小凯曾经被两次提名诺贝尔经济学奖（2002年和2003年）
- 廖学盛，1953年考入武汉大学历史系，1955年至1960年在列宁格勒大学历史系攻读古希腊罗马史，中国著名古希腊罗马史专家，曾任中国社会科学院世界历史研究所所长，2006年当选中国社会科学院首批学部委员（共47人）

## 理学、工学、农学、医学和管理学

### 中央研究院院士
中央研究院数理组
- 李四光，1928年任国立武汉大学筹备委员会委员，1928年--1938年任国立武汉大学建筑设备委员会委员长，中央研究院院士（1948年），中国科学院院士（学部委员，1955年）
- 曾昭抡，1958年--1967年任教于武汉大学化学系，中央研究院院士（1948年），中国科学院院士（学部委员，1955年）
- 竺可桢，1918年--1920年任教于国立武昌高等师范学校，中央研究院院士（1948年），中国科学院院士（学部委员，1955年）
- 庄长恭，1926年起任教于国立武昌大学，中央研究院院士（1948年），中国科学院院士（学部委员，1955年）

中央研究院生物组
- 李先闻，1935年--1938年任教于国立武汉大学农学院，中央研究院院士（1948年）
- 汤佩松，1933年--1938年任教于国立武汉大学理学院生物系，中央研究院院士（1948年），中国科学院院士（学部委员，1955年）

### 中国科学院院士（学部委员）
中国科学院数学物理学部
- 陈建功，1925年任教于国立武昌大学，中国科学院院士（学部委员，1955年）
- 李国平，1940年--1949年任教于国立武汉大学理学院数学系，1949年--1996年任教于武汉大学数学系、计算机系，中国科学院院士（学部委员，1955年）
- 谢家麟，1942年-1943年就读于武汉大学机械工程系，中国科学院院士（学部委员，1980年）
- 丁夏畦，1951年毕业于武汉大学数学系，中国科学院院士（学部委员，1991年）
- 王梓坤，1952年毕业于武汉大学数学系，中国科学院院士（学部委员，1991年）
- 李方华，1950年考入武汉大学物理系，中国科学院院士（1993年）
- 陈希孺，1956年毕业于武汉大学数学系，中国科学院院士（1997年）
- 张家铝，1959年毕业于武汉大学物理系，中国科学院院士（2005年）
- 徐红星，2012年至今任教于武汉大学物理学院，中国科学院院士（2017年）

中国科学院化学部
- 曾昭抡，1958年--1967年任教于武汉大学化学系，中央研究院院士（1948年），中国科学院院士（学部委员，1955年）
- 庄长恭，1924年任教于国立武昌大学，中央研究院院士（1948年），中国科学院院士（学部委员，1955年）
- 纪育沣，1924年--1926年任教于国立武昌大学，中国科学院院士（学部委员，1955年）
- 江元生，1953年毕业于武汉大学化学系，中国科学院院士（学部委员，1991年）
- 彭少逸，1939年毕业于国立武汉大学理学院化学系，中国科学院院士（学部委员，1980年）
- 钱保功，1940年毕业于国立武汉大学理学院化学系，中国科学院院士（学部委员，1980年）
- 陈荣悌，1944年毕业于国立武汉大学理学院化学系（研究生），中国科学院院士（学部委员，1980年）
- 查全性，1950年毕业于武汉大学化学系，中国科学院院士（学部委员，1980年）
- 王佛松，1955年毕业于武汉大学化学系，中国科学院院士（学部委员，1991年）
- 游效增，1955年毕业于武汉大学化学系，中国科学院院士（学部委员，1991年）
- 卓仁禧，现任教于武汉大学化学与分子科学学院，中国科学院院士（1997年）
- 张俐娜，1963年毕业于武汉大学化学系，中国科学院院士（2011年）

中国科学院生物科学和医学学部
- 汤佩松，1933年--1938年任教于国立武汉大学理学院生物系，中央研究院院士（1948年），中国科学院院士（学部委员，1955年）
- 涂治，1934年--1935年任教于国立武汉大学农学院，中国科学院院士（学部委员，1955年）
- 陈华癸，1947年--1949年任教于国立武汉大学农学院，1949年--1952年任教于武汉大学农学院，中国科学院院士（学部委员，1980年）
- 张致一，1940年毕业于国立武汉大学理学院生物系，中国科学院院士（学部委员，1980年）
- 高尚荫，1935年--1945年和1947年--1949年任教于国立武汉大学理学院生物系，1949年--1989年任教于武汉大学生物系，中国科学院院士（学部委员，1980年）
- 李竟雄，1936年--1938年任教于国立武汉大学农学院，中国科学院院士（学部委员，1980年）
- 田波，2001年--2009年任武汉大学现代病毒学研究中心主任，中国科学院院士（学部委员，1991年）
- 杨弘远，1954年毕业于武汉大学生物系，中国科学院院士（学部委员，1991年）
- 陈文新，1952年毕业于武汉大学农学院土化系，中国科学院院士（2001年）
- 邓子新，现任教于武汉大学药学院，中国科学院院士（2005年）
- 舒红兵，现任教于武汉大学生命科学学院，中国科学院院士（2011年）
- 朱玉贤，现任教于武汉大学生命科学学院，中国科学院院士（2011年）
- 桂建芳，1985年毕业于武汉大学生物系，中国科学院院士（2013年）
- 王小凡, 1982年毕业于武汉大学生物系，中国科学院外籍院士（2017年）
- 董晨, 1989年毕业于武汉大学生物系，中国科学院院士（2019年）

中国科学院地学部
- 李四光，1928年任国立武汉大学筹备委员会委员，1928年--1938年任国立武汉大学建筑设备委员会委员长，中央研究院院士（1948年），中国科学院院士（学部委员，1955年）
- 竺可桢，1918年--1920年任教于国立武昌高等师范学校，中央研究院院士（1948年），中国科学院院士（学部委员，1955年）
- 夏坚白，1956年--1977年任教于武汉测绘学院，中国科学院院士（学部委员，1955年）
- 王之卓，1956年--2000年任教于武汉测绘学院，2000年--2002年任教于武汉大学遥感信息工程学院，中国科学院院士（学部委员，1980年）
- 李德仁，1963年毕业于武汉测绘学院，中国科学院院士（学部委员，1991年），中国工程院院士（1994年）
- 李钧，1955年毕业于武汉大学物理系本科，1958年物理系电离层与电波传播专业研究生毕业，中国科学院院士（学部委员，1991年）
- 陈俊勇，1960年毕业于武汉测绘学院，中国科学院院士（学部委员，1991年）
- 赵其国，1949年考入武汉大学农学院农艺学系，中国科学院院士（学部委员，1991年）
- 文圣常，1944年毕业于国立武汉大学工学院机械系，中国科学院院士（1993年）
- 龚健雅，1992年毕业于武汉大学（原武汉测绘科技大学），获博士学问，中国科学院院士（2011年）
- 万卫星，1982年毕业于武汉大学空间物理系，中国科学院院士（2011年）
- 夏军，1976年，1981年和1985年毕业于武汉大学（原武汉水利电力学院）河流工程系，先后获得学士、硕士和博士学位，中国科学院院士（2015年）
- 窦贤康，2016年至今担任武汉大学校长，电子信息学院空间物理系教授，中国科学院院士（2017年）

中国科学院技术科学部
- 赵飞克，1930年毕业于国立武汉大学工学院土木系，中国科学院院士（学部委员，1955年）
- 李文采，1944年至1946年任教于国立武汉大学工学院矿冶系，中国科学院院士（学部委员，1955年）
- 邵象华，1939年--1941年任教于国立武汉大学工学院矿冶系，中国科学院院士（学部委员，1955年），中国工程院院士（1995年）
- 陈永龄，1956年--1960年任教于武汉测绘学院，中国科学院院士（学部委员，1980年）
- 柯俊，1938年毕业于国立武汉大学理学院化学系，中国科学院院士（学部委员，1980年）
- 史绍熙，1943年-1945年任教于国立武汉大学工学院机械系，中国科学院院士（学部委员，1980年）
- 张钟俊，1938年至1939年任教于国立武汉大学工学院电机系，中国科学院院士（学部委员，1980年）
- 欧阳予，1944年毕业于国立武汉大学工学院电机系，中国科学院院士（学部委员，1991年）
- 张效祥，1943年毕业于国立武汉大学工学院电机系，中国科学院院士（学部委员，1991年）
- 张兴钤，1942年毕业于国立武汉大学工学院矿冶系，中国科学院院士（学部委员，1991年）
- 杨叔子，1952年考入武汉大学工学院机械系，中国科学院院士（学部委员，1991年）
- 张嗣瀛，1948年毕业于国立武汉大学工学院机械系，中国科学院院士（1997年）
- 沈绪榜，1953年考入武汉大学数学系，中国科学院院士（1997年）
- 王光谦，1982年毕业于武汉大学（原武汉水利电力学院）治河工程系，中国科学院院士（2009年）
- 倪晋仁，1982年毕业于武汉大学（原武汉水利电力学院）治河工程系，中国科学院院士（2015年）
- 毛明，1983年毕业于武汉大学（原武汉水利电力学院）机械工程系，中国科学院院士（2019年）
- 张跃，1981年毕业于武汉大学（原武汉水利电力学院）物理专业，中国科学院院士（2019年）

中国科学院信息技术科学部
- 陆元九，1942年至1943年执教于国立武汉大学工学院机械系，中国科学院院士（学部委员，1980年），中国工程院院士（1994年）

### 中国工程院院士
中国工程院机械与运载工程学部
- 陆元九，1942年至1943年执教于国立武汉大学工学院机械系，中国科学院院士（学部委员，1980年），中国工程院院士（1994年）

中国工程院信息与电子工程学部
- 李德仁，1963年毕业于武汉测绘学院，中国科学院院士（学部委员，1991年），中国工程院院士（1994年）
- 梁骏吾，1955年毕业于武汉大学化学系，中国工程院院士（1997年）
- 俞大光，1944年毕业于国立武汉大学工学院电机系，中国工程院院士（1995年）
- 张明高，1962年毕业于武汉大学数学系，中国工程院院士（1999年）
- 余少华，1992年毕业于武汉大学空间物理与电子信息学系，先后获得空间物理学士，无线电物理硕士和空间物理博士学位，中国工程院院士（2015年）

中国工程院化工、冶金与材料工程学部
- 黄培云，1947年--1952年任教于武汉大学工学院矿冶系，中国工程院院士（1994年）
- 邵象华，1939年--1941年任教于国立武汉大学工学院矿冶系，中国科学院院士（学部委员，1955年），中国工程院院士（1995年）
- 崔昆，1948年毕业于国立武汉大学工学院机械系，中国工程院院士（1997年）
- 刘业翔，1950年考入武汉大学工学院矿冶系，中国工程院院士（1997年）

中国工程院能源与矿业工程学部
- 岑可法，1952年考入武汉大学工学院电机系，中国工程院院士（1995年）
- 潘垣，1951年考入武汉大学工学院电机系，中国工程院院士（1997年）
- 李晓红，2010年至2016年担任武汉大学校长，同时任教于动力与机械学院动力工程系，中国工程院院士（2011年）
- 刘吉臻，1998年至2001年担任原武汉水利电力大学（2000年并入武汉大学）校长，中国工程院院士（2015年）
- 舒印彪，2001年和2007年获得武汉大学电力系统及其自动化专业的硕士和博士学位，中国工程院院士（2019年）

中国工程院土木、水利与建筑工程学部
- 谢鉴衡，1950年毕业于武汉大学工学院土木系，1955年至2011年先后执教于武汉水利电力大学（2000年并入武汉大学）和武汉大学，中国工程院院士（1995年）
- 宁津生，1958年至2018年任教于武汉测绘学院和武汉大学测绘学院，中国工程院院士（1995年）
- 刘先林，1962年毕业于武汉测绘学院，中国工程院院士（1995年）
- 张蔚臻，1955年至2012年任教于武汉大学水利水电学院，中国工程院院士（1997年）
- 钟训正，1952年至1954年任武汉大学工学院土木系教授，中国工程院院士（1997年）
- 刘经南，1967年毕业于武汉测绘学院，文革后回武汉测绘学院攻读研究生并留校任教，中国工程院院士（1999年）
- 茆智，现任武汉大学水利水电学院教授，中国工程院院士（2003年）
- 张祖勋，1960年和1968年7月先后获得武汉测绘学院学士和硕士学位，并留校任教至今，中国工程院院士（2003年）
- 李建成，1993年毕业于武汉大学（原武汉测绘科技大学）大地测量系，先后获得学士、硕士和博士学位，并留校任教至今，中国工程院院士（2011年）
- 郭仁忠，1984年毕业于武汉大学（原武汉测绘科技大学）地图制图系，先后获得地理学学士和硕士学位，并留校任教至1996年，中国工程院院士（2013年）
- 胡春宏，1982年毕业于武汉大学（原武汉水利电力学院）治河工程系，中国工程院院士（2013年）
- 陈军 (地理信息系统专家)，1976年至1983年在武汉大学（原武汉测绘学院）摄影测量系学习，先后获摄影测量与遥感专业学士和硕士学位，并留校任教至1995年，中国工程院院士（2019年）

中国工程院农业学部
- 陈俊愉，1950年至1952年任教于武汉大学农学院，中国工程院院士（1997年）
- 范云六，1952年毕业于武汉大学农学院农业化学系，中国工程院院士（1997年）
- 方智远，1964年毕业于武汉大学生物系，中国工程院院士（1995年）
- 刘更另，1952年毕业于武汉大学农学院农业化学系，中国工程院院士（1994年）
- 王明庥，1950年考入武汉大学农学院森林学系，中国工程院院士（1994年）
- 朱英国，1964年毕业于武汉大学生物系，并留校任教至2017年，中国工程院院士（2005年）
- 康绍忠，1982年毕业于武汉大学（原武汉水利电力大学）农田水利工程系，中国工程院院士（2011年）

中国工程院轻纺与环境工程学部
- 张高勇，1965年毕业于武汉大学化学系，中国工程院院士（1997年）
- 王桥 (环境保护专家)，1982年至1996年在原武汉测绘科技大学（现武汉大学资源与环境科学学院）地图制图系从事教学研究工作。1992年和1996年获得武汉测绘科技大学地图学与地理信息系统硕士和博士学位，中国工程院院士（2019年）

中国工程院工程管理学部
- 李京文，1951年考入武汉大学法学院经济系，中国工程院院士（2001年）

### 其他
- 黄孝宗，1942年毕业于国立武汉大学工学院机械系，美国麻省理工学院机械工程博士，公认世界级有权威的航天科学家和火箭专家、美国NASA阿波罗登月计划火箭推进系统总工程师、美国航太推进系统公司总工程师
- 罗裕昌，1945年毕业于武汉大学電機工程系,被譽為台灣鐵路電氣化之父。
- 欧阳予，1948年毕业于武汉大学工学院电机系，莫斯科动力学院技术科学博士、中国科学院院士、俄罗斯工程院外籍院士、国家设计大师、全国五一劳动奖章和何梁何利基金科学与技术进步奖获得者、中国第一座军用生产核反应堆总设计师、中国第一座自行设计的核电站——秦山核电站总设计师、连云港核电站总设计师、中国最大的高科技出口项目--巴基斯坦恰希玛核电工程总设计师、中国核工程公司总工程师、上海核工程研究设计院核电工程副院长、总工程师、秦山核电公司第一副总经理，核工业总公司科技委副主任、国家核安全局专家委员会副主任，国务院核电自主化工作领导小组专家组组长、公认的“中国核电之父”
- 陈善广，1982年毕业于武汉大学数学系，中国航天员中心主任、中国载人航天工程航天员系统总指挥兼总设计师
- 方辉煜，1952年毕业于武汉大学物理系，著名航天科学家，中国国家航天二院总体设计部主任、航天二院副院长、总设计师，曾获航天部科技进步一等奖、国家科技进步一等奖、光华科技基金一等奖等奖项，被评为航天系统有突出贡献专家、航天创业荣誉奖章获得者
- 刘家恩，1985年获武汉大学医学院（原湖北医学院）妇产科专业医学硕士学位，著名生殖医学专家，比利时布鲁塞尔自由大学生殖医学中心单精子注射实验室终身主任、美国马里兰州大巴尔的摩医学中心生育医学中心主任
- 桂希恩，现任职于武汉大学医学部传染病学教授、武汉大学中南医院感染科医生、著名艾滋病防治专家，贝利马丁基金会颁发的2003年度贝利马丁奖得主、2004年度中国中央电视台十位“感动中国”人物之一
- 夏良才，1960年起任武汉大学医学院（原湖北医学院）口腔医学系首任系主任兼颌面外科主任、武汉大学口腔医学院创始人，美国密歇根大学颌面外科学硕士、美国外科学会会员，著名口腔医学专家
- 夏军，1981年毕业于武汉大学水利学院（原武汉水利电力学院）河流工程系，知名水文学家，国际水文科学协会(IAHS)副主席、国际水资源协会(IWRA)副主席、国际水文科学协会（IAHS）中国国家委员会副主席，2011年当选中科院地学部院士
- 夏冰，1983毕业于武汉大学医学部（原湖北医科大学），荷兰阿姆斯特丹自由大学医学博士，武汉大学教授，知名消化系病专家，中华医学会消化病学会炎症性肠病学组副组长。生前身患两种癌症依然坚持工作
- 张瑞瑾，1939年毕业于国立武汉大学工学院土木系，著名河流泥沙专家，中国水利学会泥沙专业委员会主任委员、水电部高等学校水利水电类专业教材编审委员会主任、三峡工程泥沙研究协调组组长 1978－1983年期间担任武汉水利电力学院院长
- 毛明，1983年毕业于武汉大学机械工程系（原武汉水利电力学院），中国北方车辆研究所所长（中国坦克研究所所长）、中国兵器科学研究院副院长、中国北方车辆研究所咨审委主任
- 周如松，1934年毕业于武汉大学物理系，1939年获英国伦敦大学物理学博士，是我国物理学界解放前仅有的几位女博士之一，1945年起任武汉大学物理系教授，著名的女物理学家和杰出的教育家
- 曾昭抡，1958年起任武汉大学化学系教授兼元素有机化学教研室主任，美国麻省理工学院化学博士，中国科学院院士、中华人民共和国教育部副部长、中国科协副主席、中华全国自然科学专门学会联合会副主席，中国科学院化学研究所所长、中国化学学会会长、《中国化学会会志》总编辑
- 王佛松，1955年毕业于武汉大学化学系，苏联化学科学副博士、中国科学院副院长、中国科学院院士，曾获国家科技进步特等奖、国家自然科学二等奖2次及三等奖1次，发表论文200多篇，合编专著1部，译著1部。太平洋地区高分子联合会（PPF）主席，中国化学会高分子学科委员会主任、中国石油学会副理事长、《Progress in Polymer Science》编委、《高分子学报》(中、英文版)副主编、《Polymer》、《Korea Polymer Journal》及《Japan Polymer Journal》顾问编委
- 曾昭安，1917年毕业于武昌高师数学系，美国哥伦比亚大学数学博士、美国数学学会会士，1926年起任武汉大学数学系教授、数学系主任、还先后担任武汉大学教务长、理学院院长、图书馆馆长和招生工作负责人、武汉大学《理科季刊》主编
- 杨显东，1949年起任武汉大学农学院院长，美国康奈尔大学农学博士，中华人民共和国农业部副部长、中国科学技术协会副主席、中国农学会会长、名誉会长
- 杨惠根，1983年考入武汉大学空间物理系，1992年获武汉大学空间物理学博士，中国极地研究中心主任、中国第一个北极科学考察站--黄河站首任站长、中国第25次南极科考队领队、首席科学家、中国空间科学学会空间物理专业委员会副主任委员、中国《极地研究》常务副主编（在他的领导下，中国第25次南极科考队在南极内陆冰盖的最高点冰穹A地区建立了中国第一个南极内陆考察站）
- 高攸纲，1950年毕业于武汉大学电机工程系，中国环境电磁学研究的先驱、奠基人。中国第一个联合国国际信息科学院院士、美国电气电子工程师学会（IEEE）电磁兼容专业学会中国分会主席、国际无线电科学联盟（USRI）电磁噪声与干扰委员会中国分会主席。美国学术期刊《电磁干扰与兼容》中文版主编、香港学术期刊《China防雷》主编
- 余少华，1992年获武汉大学空间物理与电子信息博士，武汉邮电科学研究院副院长、总工程师，光纤通信技术和网络国家重点实验室主任，中国国家973项目首席科学家，中国IP和多媒体标准研究组副主席、国际电信联盟（ITU）第15研究组副主席。他提出的国际电联标准ITU-T X.85、ITU-T X.86和ITU-T X.87三项重要国际标准，改写了130多年的国际电信史。2001年他发明的多业务环技术，比欧美同类技术早3-5年，成为国际标准。曾获国家科技进步奖二等奖2项和国家技术发明奖二等奖各1项，全国信息产业重大技术发明3项，“光华工程科技奖”获得者。他作为我国年轻一代的通信专家，其重大技术发明为全球带来数十亿美元的大市场
- 付向东，1982年毕业于武汉大学病毒学系，美国加州大学圣地亚哥分校细胞与分子医学系终生正教授，美国先进科学协会会员、RNA协会会员、白血病与淋巴癌协会委员、美国生物医学科学RayWu协会会员
- 于刚，1982年毕业于武汉大学物理系，美国康乃尔大学物理学硕士，美国宾夕法尼亚大学沃顿商学院决策科学博士，DELL全球采购副总裁、美国德州大学奥斯丁分校迈康管理学院Jack G. Taylor讲席教授、武汉大学特聘教授、中国国家973项目首席科学家
- 梁从新，1983年毕业于武汉大学化学系，普林斯顿大学博士，美国辉瑞公司抗癌药物Sutent发明人、美国顶尖生命研究所Scripps Research Institute药物化学组主任
- 张久俊，1988年毕业于武汉大学化学系，获博士学位，师从陆君涛教授和查全性院士，2013年当选国际电化学学会会士，2015年12月当选加拿大工程研究院院士，2016年4月当选加拿大国家工程院院士，2016 年5月当选英国皇家化学会会士。加拿大联邦政府国家研究院前首席科学家，现任上海大学教授，可持续能源研究院院长，并兼任理学院院长
- 方辉煜,1952年毕业于武汉大学物理系。1957年由防空军调入国防部第五研究院从事航天事业，主要从事系统总体、系统试验、系统仿真等工作。历任航天二院总体设计部主任、航天二院副院长、二院科技委副主任、总设计师等职务。 中国系统仿真学会常务理事、《航空学报》常务编委。2005年被评为武汉大学第四届杰出校友。
- 罗海银，1965年毕业于武汉大学物理系。总装备部后勤部副政委，少将，原北京跟踪与通信技术研究所副所长，前任中国载人航天工程测控通信系统副总设计师。
- 方宗岱，1935年毕业于武汉大学工学院土木系，随后考取土木系研究生，他是武汉大学历史上第一位研究生，1937年获得硕士学位。中国水利专家，中国泥沙科学的创始人之一，1956年后任中国水利水电研究院泥沙科学研究所主要负责人，对于黄河治理做出重要贡献。他是90年代初，中国反对修建三峡工程，拒绝在最后论证方案上签字的九位专家之一。
- 李文亮，2004年考入武汉大学临床医学七年制，2011年毕业。先后担任厦门大学附属厦门眼科中心和武汉市中心医院眼科医生，2019冠状病毒病疫情中率先发出警告而被公安机关训诫的医生之一，因此遭到武汉警方训诫。随后，在工作中被新型冠状病毒感染，2月7日去世，年仅33岁。
- 刘文，毕业于武汉大学临床医学院专业，武汉市红十字会医院神经内科医生，2019冠状病毒病疫情中率先发出警告而被公安机关训诫的医生之一。

## 法律、政治、政府

### 中国
- 陈潭秋，1917年毕业于武汉大学（原武昌高等师范学校）英文部，中国共产党的创始人之一
- 李汉俊，1922年任教于武汉大学（原武昌高等师范学校），中国共产党的创始人之一，对马克思主义在中国的传播作出了极大的作用，被称为马克思在中国的十三门徒之一，董必武、陈潭秋等人通过他接触和接受了马克思主义
- 章伯钧，1916-1920年就读于武汉大学（原武昌高等师范学校）英文部，中国民主同盟和中国农工民主党的创始人和领导人之一，中华人民共和国交通部长，《光明日报》社社长，反右运动时中国头号大右派
- 杨献珍，1916-1920就读于武汉大学（原国立武昌商业专门学校）并留校任教，马克思主义哲学家，原中共中央党校校长，1956年当选中国科学院哲学社会科学部学部委员
- 李达，武汉大学校长，中国哲学学会会长、中国共产党的主要创始人和领导人之一、“人民出版社”创始人、毛泽东主席称他是老师、理论界的鲁迅
- 章曙，1944年考入武汉大学外文系，中华人民共和国第一批外交官，联合国安全理事会事务司副司长、中华人民共和国驻比利时特命全权大使、中华人民共和国驻日本特命全权大使、外交学院院长
- 陈家康，1931年起在武汉大学预科班和经济系学习，中华人民共和国外交家、曾任中华人民共和国外交部副部长
- 潘琪，1935年考入武汉大学经济系，1937年加入中国共产党。中华人民共和国建政后，历任郑州铁路局政治部主任，中南军政委员会民政部、人事部、工业部副部长，交通部公路总局局长、副部长，第六机械工业部副部长，交通部副部长、顾问，中国公路学会第一、二届理事长。
- 吴恳，1985年毕业于武汉大学德语系，中华人民共和国驻奥地利特命全权大使、中华人民共和国驻瑞士特命全权大使、中华人民共和国外交部干部司司长
- 彭克玉，1974年毕业于武汉大学英语系，1980年至1982年在美国密西根大学法学院学习，中华人民共和国驻纽约总领事馆总领事、中华人民共和国驻旧金山总领事馆总领事、中华人民共和国驻赞比亚特命全权大使、中华人民共和国外交部领事司司长
- 黄惠康，1989年毕业于武汉大学法学院国际法学系，国际法学博士，中华人民共和国驻马来西亚特命全权大使、中华人民共和国驻纽约总领馆副总领事、首席馆员、中华人民共和国 驻加拿大使馆公使衔参赞、首席馆员、中华人民共和国外交部条约法律司司长、武汉大学国际法研究所副所长、教授
- 燕树棠，1928年起任武汉大学教授，耶鲁大学法学博士，著名法学家，中华民国国民政府首席大法官
- 罗荣桓，1927年考入武汉大学，中华人民共和国最高人民检察院总检察长、中国人民解放军总政治部主任、中国人民解放军政治学院院长、中华人民共和国国防委员会副主席
- 李锐，1934年考入武汉大学机械系，中国共产党中央组织部常务副部长、中共党史专家、毛泽东研究专家、水利部副部长、电力部副部长、国家能源委员会副主任、中共中央组织部青年干部局局长、中共中央组织部常务副部长、中央委员、中顾委委员
- 刘西尧，1934年考入国立武汉大学，中国首次“原子弹试验”副总指挥、教育部部长、革命家、政治家
- 何克全，1925年考入国立武昌大学理化系，先后在国立武昌中山大学物理系和国立武汉大学物理系就读，在校期间任共青团支部书记，后被送选入苏联莫斯科中山大学留学。长征时担任红九军团中央代表、共青团中央书记。中华人民共和国中央宣传部副部长、中央马列学院院长、《抗日军政大学校歌》的创作者
- 杨作材，1936年毕业于武汉大学法律系，1938年奔赴延安投身革命，后担任八路军总政治部敌工科科长、延安自然科学院总务处处长、中央军委办公厅副主任。中华人民共和国重工业部办公厅副主任、冶金工业部设计司司长，国家建委副主任、国家计委副主任、革命圣地--“延安”杨家岭中央大礼堂、中央办公厅办公楼、王家坪中央军委机关礼堂的设计者
- 端木正，1942年毕业于国立武汉大学法学院政治系，著名法学家，香港特别行政区基本法起草委员会委员，中华人民共和国最高人民法院副院长
- 万鄂湘，1981年毕业于武汉大学外文系英语专业，耶鲁大学法学硕士，法学博士，中华人民共和国最高人民法院副院长、全国人大常委会副委员长
- 熊选国，1991年获武汉大学法学博士学位，法学家，中华人民共和国最高人民法院副院长
- 张军，2006年获武汉大学刑法学博士学位，法学家，中华人民共和国最高人民法院副院长、中华人民共和国司法部副部长、中共中央纪律检查委员会副书记
- 陶凯元，2000年获武汉大学国际法法学博士学位，法学家，中华人民共和国最高人民法院副院长
- 解振华，1993年毕业于武汉大学法学院，中华人民共和国国家发展和改革委员会副主任
- 孙志军，1982年毕业于武汉大学哲学系，中华人民共和国中央宣传部副部长
- 唐军，1983年毕业于武汉大学中文系，曾任中华人民共和国人事部副部长，现任中共辽宁省委常委、组织部长
- 李连和，1970年毕业于武汉大学水利学院（原武汉水利电力学院），深圳市政协副主席、深圳市科协副主席、深圳市科技局局长、中国国际高新技术成果交易会办公室主任
- 胡振鹏，1987年毕业于武汉大学水利学院（原武汉水利电力学院），获博士学位，江西省副省长、江西省人大常委会副主任
- 刘宁，1998年毕业于武汉大学水利学院（原武汉水利电力学院），中华人民共和国水利部副部长、总工程师、南水北调规划设计管理局总工程师、长江水利委员会副总工程师、国家防汛抗旱总指挥部秘书长兼办公室主任
- 辜胜阻，1982年毕业于武汉大学经济系，中华全国工商业联合会副主席、湖北省人民政府副省长，现任全国人大内务司法委员会副主任委员
- 王铁崖，1940年起任武汉大学法学院教授，英国伦敦政治经济学院法学博士，著名法学家，中国国际法学会会长、名誉会长、瑞士国际法研究院院士、联合国前南国际刑事法庭大法官
- 李浩培，1939年起任武汉大学法学院教授，英国伦敦政治经济学院法学博士，著名国际法学家、瑞士国际法研究院院士
- 梅汝璈，1945年起任武汉大学法学院教授、法律系系主任，美国芝加哥大学法学博士，著名法学家、二战后代表中国出任远东国际军事法庭大法官
- 韩徳培，1946年起任武汉大学法学院教授，加拿大多伦多大学法学硕士、美国哈佛大学法学院特别研究生，中国当代著名法学家、国际法学一代宗师、环境法学开拓者和奠基人，被誉为“中国法学界的镇山之石”。中国国际法学会会长、名誉会长，中国国际私法学会会长、名誉会长，中国法学会环境与资源法学研究会会长、名誉会长
- 马克昌，1950年毕业于武汉大学法律系，著名法学家，中国法学会刑法学研究会会长、名誉会长
- 姚梅镇，1940年毕业于武汉大学法律系，著名法学家，中国国际经济法学会首任会长
- 李龙，1958年毕业于武汉大学法律系，著名法理学家，中国法理学研究会副会长
- 黄进，1988年毕业于武汉大学法学院，获法学博士学位，中国国际法学会副会长、中国国际私法学会会长、国际体育仲裁委员会委员、《中国大百科全书·法学》修订版国际私法分支副主编、中国政法大学校长
- 徐显明，1999年毕业于武汉大学法学院，获法学博士学位，中国法学会副会长、中国法理学研究会会长、国际法律哲学与社会哲学协会中国主席、教育部法学教学指导委员会副主任、中美法律教育联合委员会中方主席、中国法律史学会执行会长、中国政法大学校长、山东大学校长
- 曾令良，1992年毕业于武汉大学法学院，获法学博士学位，中国法学会法学教育研究会副会长、中国国际经济法学会副会长、中国法学会WTO法研究会副会长
- 肖永平，1993年毕业于武汉大学法学院，获法学博士学位，中国国际私法学会常务副会长
- 谢石松，1991年毕业于武汉大学法学院，获法学博士学位，中国国际私法学会副会长、中国国际法学会理事、中国国际经济法学会理事、中国国际经济贸易仲裁委员会仲裁员
- 屈广清，1997年毕业于武汉大学法学院，获法学博士学位，中国国际私法学会副会长、中国世贸组织法研究会副会长、中国国际经济法研究会、中国仲裁法研究会常务理事
- 余劲松，1988年毕业于武汉大学法学院，获法学博士学位，中国国际经济法学会副会长
- 王传丽，1988年毕业于武汉大学法学院，获法学博士学位，中国国际经济法学会副会长、中国法学会世界贸易组织法研究会副会长
- 刘剑文，1997年毕业于武汉大学法学院，获法学博士学位，中国法学会财税法学研究会会长、中国财税法学教育研究会会长、世界税法协会主席
- 周叶中，1994年毕业于武汉大学法学院，获法学博士学位，中国宪法学研究会副会长
- 蔡守秋，1968年毕业于武汉大学化学系，中国法学会环境资源法学研究会会长、中国国土资源法研究会副理事长、中国西部开发法律研究会副会长
- 王曦，1997年毕业于毕业于武汉大学法学院，获法学博士学位，中国法学会环境资源法研究会副会长、湖北省人民检察院副检察长、英国牛津大学出版社国际环境法年鉴中国报告人、亚太环境法杂志［澳］和麦凯尔国际与比较环境法评论［澳］编委
- 吕忠梅，2001年毕业于毕业于武汉大学法学院，获法学博士学位，中国法学会环境资源法研究会副会长、湖北省高级人民法院副院长
- 王树义，1987年毕业于武汉大学法学院，中国法学会环境资源法研究会副会长
- 黄解放，1988年毕业于武汉大学法学院，联合国国际民用航空组织法律官员、加拿大国际法协会副会长、海牙国际法模拟法庭模拟法官、庭长、加拿大麦吉尔大学航空与空间法研究院讲座教授
- 石静霞，1992年毕业于武汉大学法学院法律学专业、图书情报学院档案学专业，同时获法学士和文学士学位。1993-1995年于武汉大学法学院国际经济法专业攻读硕士学位。1998年毕业于武汉大学法学院，获国际经济法博士学位。美国耶鲁大学法学硕士（LLM,Yale Law School,2007）、法学博士（SJD,Yale Law School,2011），全国十大杰出青年法学家、“国际统一私法协会”（UNIDROIT，意大利罗马）执行理事会成员（全球25名，亚洲3名），对外经济贸易大学法学院院长。
- 刘南平，1987年毕业于武汉大学法学院，获法学硕士学位，美国耶鲁大学法学硕士（LLM,Yale， Law School,1988）、法学博士（SJD,Yale Law School,1993），海派律师事务所高级合伙人,曾任教于香港大学法学院
- 钟期荣，1944年毕业于国立武汉大学法学院法律系，法国巴黎大学法学博士，著名法学家、著名教育家，香港特别行政区推委会委员，香港基本法咨询委员会委员，港事顾问，香港第一所私立大学--香港树仁大学创校校长
- 赵耀东，1940年毕业于国立武汉大学工学院机械系，麻省理工学院机械系硕士，中华民国经济部部长，经济建设委员会主任委员，台湾“中国钢铁公司”的创办人。担任台湾“经济部长”时，以铁肩担重任的大无畏精神，一展长才，博得“铁头”部长之美名，被誉为台湾政务官的典范，为台湾的经济腾飞做出了重大贡献。
- 李国鼎.1937年起任教于国立武汉大学理学院物理系，剑桥大学物理学博士，曾任中华民国经济部及财政部部长，在任时推动许多经济建设，1982年推动修正《科学技术发展方案》，选择了能源、自动化、材料、资讯、生物科技、光电、食品科技及肝炎防治等八项为重点科技项目，被誉为台湾经济奇迹的重要推手。
- 刘雅鸣.1982年毕业于武汉大学水利学院（原武汉水利电力学院）河流力学及治河工程专业，历任水利部长江委员会主任，水利部副部长，中国气象局局长
- 陈小江，1984年毕业于武汉大学电气工程学院（原武汉水利电力学院）电力系统及其自动化专业，历任水利部黄河委员会主任，国务院监察部副部长
- 孙杰（字仲仁,1914-1951) 1943年借读，约1944年毕业于乐山武汉大学政治（经济）系。1946年任北平临时大学训导处主任，后担任过热河田粮处督导，行政院善后救济总署热河办事处主任。1948年当选热河国民大会代表。1948年7月-10月曾在北平办《自由批判》杂志。

### 越南
- 陈文律，1960年代毕业于武汉大学水利学院（原武汉水利电力学院），（越南籍留学生），越南共产党中央总书记秘书、越南文化思想部部长、越南社会主义共和国驻中华人民共和国特命全权大使
- 阮景营，1960年代毕业于武汉大学水利学院（原武汉水利电力学院），（越南籍留学生），越南国家主席办公厅主任、越南水利部部长、“越中友好协会”主席
- 阮庭肆，1960年代毕业于武汉大学水利学院（原武汉水利电力学院），（越南籍留学生），越南共产党中央书记处书记

### 哈萨克斯坦
- 卡里姆·马西莫夫，1992年毕业于武汉大学法学院国际法专业，获得法学学士学位，现任哈萨克斯坦政府总理。卡里姆·马西莫夫曾任哈萨克斯坦人民储蓄银行总裁、运输通讯部部长、副总理兼经济和预算规划部部长等职务，精通中文、英文、阿拉伯文三种外语。

## 军事
- 罗荣桓，元帅军衔，1927年考入武汉大学

　 中华人民共和国开国元帅、中国人民解放军创建人和领导人之一、中国国防委员会副主席、中国人民革命军事委员会副主席、中国人民解放军总政治部主任、中国人民解放军政治学院院长
- 张效祥，将军军衔、1943年毕业于武汉大学工学院电机系

　 中国人民解放军总参谋部研究所所长兼总工程师、中国科学院院士、中华人民共和国计算机事业的开拓者和奠基人，有“中国计算机之父”之美誉。张效祥将军是中国第一台大型通用电子计算机总设计师、中国第一台亿次巨型并行计算机系统总设计师，先后荣获国家科技进步特等奖、军队科技进步一等奖，荣立军队一等功1次、二等功1次、三等功2次；国家自然科学基金委员会评审组组长、中国计算机学会理事长、名誉理事长
- 瞿琮，将军军衔、1984年毕业于武汉大学中文系

　 中国人民解放军艺术学院院长、中国人民解放军总政治部歌舞团团长、中国人民解放军交响乐团团长，曾先后荣获中国人民解放军文艺奖章一枚、军功章十一枚（其中战时军功章一枚），是建军以来首位获得军委主席通令全国记功的军队文学家
- 刘亚洲，上将军衔、1975年毕业于武汉大学外语系

　　中国人民解放军国防大学政委、中国人民解放军空军副政委、成都军区空军政委、北京军区空军政治部主任
- 刘西尧，少将军衔、1934年考入武汉大学物理系

　　中华人民共和国国务院国防工业办公室副主任、国家科学技术委员会副主任、第二机械工业部（核工业部）第一副部长、教育部部长、四川省委书记、湖北省委第一副书记，1963年被授予少将军衔，并调任第二机械工业部（核工业部）第一副部长，我国首枚原子弹、氢弹等核武器试验的副总指挥，后担任中华人民共和国教育部部长，在他的积极行动下，中国于1977年恢复了中断长达三十年的高考，1977年恢复高考的主要参与者和实施者
- 陈伟文，少将军衔、1956年考入武汉大学生物系，后响应国家号召加入海军，转学至大连第一海军学校（今海军大连舰艇学院）航海系学习。在1988年南沙对越“三·一四”海战中担任总指挥，为中国成功收复六座南沙群岛岛礁。后因此海战战功，被破格授予海军少将军衔。
- 匡兴华，1968年毕业于武汉大学物理系，1983又在武汉大学信息与管理科学系获理学硕士学位。现任中国人民解放军国防科技大学科学技术委员会委员、科研部研究员、教授、博士生导师。曾任中国人民解放军国防科技大学副校长。军事技术和装备发展战略与管理专家，国防科技大学信息系统与管理学科学术带头人，全军高级干部高科技培训专家组组长，全军优秀教师，获国家、军队和部委级教学科研成果一、二等奖4项，获全军院校育才奖金奖。

## 企业
- 杨凯生，武汉大学经济学博士，中国工商银行股份有限公司总行长、副董事长、执行董事，兼任武汉大学兼职教授、工银瑞信基金管理公司董事长和中国国际经济贸易仲裁委员会第16届委员会副主任
- 谢渡扬，武汉大学经济学博士，中国工商银行股份有限公司副总行长、中国建设银行股份有限公司监事会主席、中国人民保险公司监事会主席
- 李晓鹏，武汉大学经济学博士，中国工商银行股份有限公司副总行长、中国投资有限责任公司监事长
- 张燕玲，中国银行股份有限公司副总行长。2003年7月起担任国际商会银行委员会副主席。1999年获得武汉大学硕士学位。2002年6月起担任中银香港控股非执行董事。2003年9月起先后兼任中银国际控股有限公司董事长、副董事长
- 岳毅，武汉大学经济学硕士，中国银行股份有限公司副总行长，曾任中国银行金融市场业务总裁、中国银行个人金融业务总裁
- 张云，武汉大学经济学博士，中国农业银行股份有限公司总行长
- 朱玉辰，武汉大学经济学博士，上海浦东发展银行总行长、中国金融期货交易所总经理、大连商品交易所总经理
- 张耀麟，武汉大学法学博士，平安银行副总行长、上海浦东发展银行副总行长
- 张振高，武汉大学经济学博士，中国保利集团总经理
- 李劲夫，武汉大学经济学学士，中国太平保险集团总经理
- 刘晓艳，武汉大学经济学硕士，易方达基金管理有限公司总裁
- 叶俊英，武汉大学国际经济法硕士，易方达基金管理有限公司董事长、总裁
- 杜平，武汉大学法学硕士，申银万国证券股份有限公司副总裁
- 陈十游，武汉大学国际法学士和国际经济法硕士、美国耶鲁大学商业管理硕士，中国国际金融有限公司（中金公司）董事总经理和直接投资部业务负责人，中金佳成投资管理有限公司总经理、曾任瑞士信贷第一波士顿银行投资银行部董事
- 陈一舟，1987年考入武汉大学物理系，1995年获美国麻省理工学院机械工程硕士学位，1997年进入斯坦福大学攻读MBA及电机工程双硕士学位，1999年创办ChinaRen.com公司，任董事长兼首席执行官；2002年11月创办千橡集团，现任千橡集团董事长兼CEO，旗下现在有猫扑网、校内网、DuDu 网、dudu加速器，uume、renren.com、donews.com、魔兽中国、5Q校园地带等网站
- 于刚，1982年毕业于武汉大学物理系，美国康乃尔大学物理学硕士，美国宾夕法尼亚大学沃顿商学院决策科学博士，国际运筹管理科学应用最高奖--弗朗兹·艾德尔曼（Franz Edelman）管理科学成就奖获得者、B2C中成长最快的电子商务网站 -- “1号店”创始人兼董事长、在B2C电子商务行业，业界将他视为“网上沃尔玛”的缔造者，曾任DELL全球采购副总裁、世界著名电子商务公司亚马逊（Amazon.com）全球副总裁，美国德克萨斯大学奥斯汀分校迈康管理学院Jack G. Taylor讲席教授、武汉大学特聘教授、中国国家973项目首席科学家
- 王兆华，1984年毕业于武汉大学法学院，法国斯特拉斯堡大学法学博士、法国米其林集团中国区副总裁、中国第一个法国巴黎上诉法院律师
- 鲁敢，武汉大学无线信息工程硕士、美国亚利桑那大学工商管理硕士，诺基亚西门子通信中国区副总裁，曾任摩托罗拉公司亚太地区副总裁、NEC通讯（中国）公司总裁
- 黄正东，1985年毕业于武汉大学法学院、美国耶鲁大学法学硕士(LLM,Yale Law School,1986)、美国耶鲁大学法学博士(SJD,Yale Law School,1989)，美国芝加哥“黄正东律师事务所”创始人、首席大律师，中国上海“昊理文律师事务所”高级合伙人、大律师，拥有中国律师执业证和美国纽约州及伊利诺伊州律师执照，名列美国Martindale-Hubbell律师名录，1989年至1994年，分别在美国两大著名律师事务所“Keck, Mahin & Cate”和“Rudnick & Wolfe”从事律师工作，香港大学法学院校外督导员（1997-2001）、武汉大学客座教授
- 杨志，1982年毕业于武汉大学病毒学系，美国哈佛大学微生物学硕士、哈佛大学分子生物学博士，第一支专注于中国投资的生命科学基金--BioVeda(China)创始人兼董事长，曾任教于美国洛克菲勒大学
- 尹玉岭，1985年毕业于武汉大学化学系，美国普林斯顿大学化工博士，Angel Healthcare Technologies Inc.公司创始人兼首席执行官，曾作为技术总监任职于宝洁公司，负责多项新产品的开发研究工作，获多项美国及世界专利
- 徐传毅，1982年毕业于武汉大学数学系，美国麻省理工学院数学和物理学双博士，Abacusty国际咨询公司创始人兼首席执行官，曾在美国斯坦福大学和美国国家数学研究所任教
- 周忠全，1983年毕业于武汉大学数学系，美国宾西法尼亚大学沃顿商学院统计学硕士和沃顿商学院金融学博士，毕业后在雷曼兄弟和贝尔斯登任职，Ortus资产管理公司创始人兼首席执行官，2010年名列TOP20世界最赚钱对冲基金第12位，华人中排名第一，曾任教于美国华盛顿大学圣路易斯分校
- 王高峰，1990年毕业于武汉大学空间物理系，美国斯坦福大学和威斯康辛大学密尔沃基分校双博士，美国英迪光讯公司（Intpax, Inc.）和美国矽翔微机电公司（Siargo Ltd.）创始人兼首席技术官，曾作为Principal Engineer任职于世界上最大的集成电路设计软件公司Synopsys, Inc.
- 李中子，1976年毕业于武汉大学英语系，美国俄亥俄州立大学国际政治学博士，美国利世集团董事长兼总裁
- 王小村，1987年毕业于武汉大学生物系，美国哥伦比亚大学免疫学博士，美国法摩康集团董事长兼总裁
- 陈东升，1983年毕业于武汉大学经济系，金融保险专家，泰康人寿保险公司董事长兼首席执行官
- 阮立平，1984年毕业于武汉大学（原武汉水利电力学院）机械工程系，公牛集团董事长兼首席执行官
- 黄彰任，1938年毕业于国立武汉大学工学院土木系，美国国会顾问，泰国森美实业公司总经理、泰国森美石油公司董事长、新加坡石油公司董事长
- 雷军，1991年毕业于武汉大学计算机系，中国最大的通用软件公司--金山公司总裁.小米公司最重要创始人
- 田源，1978年毕业于武汉大学经济系，期货、物流专家，中国国际期货经纪有限公司创始人、中国诚通控股公司董事长
- 谭作钧，1990年毕业于武汉大学法学院国际法系，中国船舶工业集团公司总经理、中船江南重工股份有限公司董事长、上海外高桥造船有限公司董事长
- 张晓刚，1977年毕业于武汉大学金属物理专业，鞍钢集团总经理、中国钢铁工业协会会长、第一位中国籍世界钢铁协会(World Steel Association)主席
- 王振有，武汉大学经济学博士，武钢集团副总经理
- 舒印彪，武汉大学电气工程学院电力系统及自动化博士，国家电网公司总经理、董事、党组成员
- 王炳华，武汉大学电气工程学院（原武汉水利电力学院）电力系统及其自动化硕士，中国国家电力投资集团公司董事长、党组书记
- 陈飞，武汉大学水利学院（原武汉水利电力学院）水利水电工程建筑专业本科，中国长江三峡集团公司总经理、中国国电集团公司副总经理
- 程念高，武汉大学（原武汉水利电力学院）工学学士，中国华电集团总经理
- 那希志，武汉大学（原武汉水利电力学院）工学硕士，中国华能集团副总经理、华能国际电力股份有限公司总经理
- 于崇德，武汉大学（原武汉水利电力学院）工学硕士，中国国电集团副总经理
- 张学知，1969年毕业于武汉大学（原武汉水利电力学院），华中电网有限公司董事长、总经理、党组书记
- 张玉新，1982年毕业于武汉大学（原武汉水利电力学院），华中电网有限公司董事长、党组书记
- 邹节明，1966年毕业于武汉大学生物系，桂林三金药业集团公司董事长兼总经理、党委书记、集团公司研究所总工程师

## 文学、艺术、媒体
- 辜鸿铭，1893年起任自强学堂（武汉大学前身）方言教习（语言学教授），英国爱丁堡大学文学硕士、德国莱比锡大学哲学博士、辜鸿铭精通九种外语，他是一位中国近代文化史的奇才、一位学贯中西的大师
- 闻一多，1928年任国立武汉大学文学院首任院长，著名文学家、著名诗人
- 朱光潜，1938年起任武汉大学教授，著名美学家，中国美学学会会长、名誉会长、中国现代美学的开拓者和奠基者之一
- 吴宓，1946年起任武汉大学外文系教授兼系主任、校务委员会委员，美国哈佛大学文学硕士、著名文学家、国学大师
- 金克木，1946年起任武汉大学哲学系教授，著名梵学、印度学研究大家，学贯东西，通晓梵语、巴利语、印地语、乌尔都语、世界语、英语、法语、德语等多国语言，对东西方文化很多领域有广泛研究，著名诗文学者
- 叶圣陶，1938年起任武汉大学文学院中文系教授，著名作家
- 叶君健，1936年毕业于武汉大学外文系，著名作家、著名翻译家
- 齐邦媛，1947年毕业于武汉大学外文系，著名中国文学学者、作家，专长为中国文学、英国文学和美国文学，被誉为“台湾文学之母”
- 唐翼明，1981年毕业于武汉大学中文系，美国哥伦比亚大学文学博士，著名作家、书法家
- 窦文涛，1989年毕业于武汉大学新闻系，香港凤凰卫视著名节目主持人
- 池莉，1986年毕业于武汉大学中文系，著名作家
- 方方，1982年毕业于武汉大学中文系，著名作家
- 庹震，1982年毕业于武汉大学经济系，新华社副社长、《经济日报》总编辑，历任广东省委宣传部部长、中共中央宣传部副部长
- 方成，1942年毕业于国立武汉大学理学院化学系，著名漫画艺术家、中国新闻漫画研究会会长、《人民日报》高级编辑、国际漫画杂志《WITTYWORLD》编辑
- 欧阳常林，1986年毕业于武汉大学新闻系，现任湖南广播电视总台台长、党组书记兼湖南电视台台长
- 陈智愚，毕业于武汉大学历史系，湖北日报传媒集团副社长、经管会副主任
- 张增顺，1975年毕业于武汉大学，高等教育出版社总编辑、全国高等学校教学研究中心副主任、中国音像协会副会长、中国编辑学会青年编辑研究会副主任
- 李而亮，1982年毕业于武汉大学中文系，《中国青年报》总编辑
- 张双武，毕业于武汉大学出版发行系，《青年参考》总编辑
- 瞿优远，毕业于武汉大学新闻系，《体坛周报》社长、总编辑
- 黄文夫，1983年毕业于武汉大学经济系，《中华工商时报》总编辑
- 包月阳，1982年毕业于武汉大学经济系，《中国经济时报》总编辑
- 任卫东，1988年毕业于武汉大学新闻系，新华社北京分社总编辑
- 刘坚，1988年毕业于武汉大学新闻系，《经济观察报》执行总编辑
- 杨斌，1991年毕业于武汉大学新闻系，《新京报》总编辑
- 韩文前，1991年毕业于武汉大学新闻系，《新京报》总经理
- 陈菊红，1995年毕业于武汉大学新闻系，《腾讯网》总编辑
- 韩松，1991年毕业于武汉大学新闻系，《瞭望东方周刊》执行总编辑，著名科幻作家。
- 潘堂林，1982年毕业于武汉大学历史系，《长江日报》总经理
- 薛晓峰，毕业于武汉大学新闻系，《广州日报》总编辑
- 胡孝汉，毕业于武汉大学中文系，中央宣传部新闻局局长
- 刘汉俊，毕业于武汉大学新闻系，中央宣传部新闻局副局长
- 陈峰，1994年毕业于武汉大学历史系世界史专业，曾任《南方都市报》记者，2003年率先报道孙志刚事件，后出任网易公司副总裁兼总编辑
- 赵铁骑，1988年毕业于武汉大学新闻系，中国国际广播电台副台长
- 雷元亮，1974年毕业于武汉大学中文系，国家广播电影电视总局副局长
- 陈源，1929年起任武汉大学文学院院长兼外国文学系主任，英国伦敦大学文学博士、著名文学家
- 凌叔华，1929年起任武汉大学文学院教授，著名文学家、画家
- 苏雪林，1931年起任武汉大学文学院教授，1921年赴法国里昂中法学院深造，先学西方文学，后学绘画艺术，1925年回国，著名文学家
- 袁昌英，1936年起任武汉大学文学院教授，英国爱丁堡大学文学硕士（在英国取得硕士学位的第一位中国女性）、法国巴黎大学博士、著名文学家（凌叔华、苏雪林、袁昌英三人被誉为“珞珈三女杰”，现代中国历史上有名的三大才女）
- 朱东润，1929年起任武汉大学中文系教授，曾留学伦敦西南学院，著名文学家、书法家、中国写作学会名誉会长
- 程千帆，1945年起任武汉大学中文系教授、著名文学家，为中国培养出了第一个中国古代文学博士，中国唐代文学学会会长、中国旅游文学研究会会长、中华大典编纂委员会副主任委员
- 沈祖棻，1956年起任武汉大学中文系教授，著名文学家、诗人、词人，学术界公认的“明清以来无人可匹的词人、当代李清照”
- 沈从文，1930年任武汉大学中文系教授，著名文学家。沈从文曾经被两次提名诺贝尔文学奖（1987年和1988年）
- MastaMic（唐崇政），毕业于武汉大学法律系，香港著名饶舌歌手。
- 辛灝年，毕业于武汉大学中文系，學者和持不同政見者
- 熊召政，诗人、作家、曾在武汉大学首届作家班学习两年，代表作《张居正》荣获第六届茅盾文学奖第一名
- 易中天，作家、文化学者和美学家，1981年毕业于武汉大学，获文学硕士学位并留校任教。后转任厦门大学人文学院中文系教授、中央电视台《百家讲坛》知名主讲人
- 王受之，設計史家、設計教育家、学者，1982年毕业于武汉大学，获歷史学硕士学位。后任美國艺术中心设计学院全职终身教授、上海科技大學创意与艺术学院副院长。
- 野夫，又名土家野夫，毕业于武汉大学中文系，本名郑世平，自由作家、诗人，持不同政见者，代表作《江上的母亲》
- 袁子弹，2003年毕业于武汉大学中文系，知名编剧，代表作有电视剧欢乐颂系列
- 沈泳吟，2012年畢業於武漢大學新聞與傳播學院，《壹電視新聞台》新聞主播
- 吳倩，中國女演員，2014年畢業於漢大學藝術系，2014年因飾演熱播劇《何以笙簫默》中小趙默笙而走紅備受關注。
- 孙耕，(1915？-) 1946年毕业于武汉大学中文系，师从徐天闵。毕业论文《荀子研究》。曾任校刊《珞珈周报》主编；在《妇声》杂志曾发表《記抗戰中的蘇雪林教授》,后被收录在张在军的《堅守與薪傳: 抗戰時期的武大教授》一书中

## 体育
- 肖海亮，2002年毕业于武汉大学商学院，2000年夏季奥林匹克运动会跳水男子跳板双人金牌
- 郑李辉，2006年毕业于武汉大学工商管理系，2000年夏季奥林匹克运动会体操男子团体冠军

## 参看
- 武汉大学